# Liste der Ehrenmale im Kreis Pinneberg
Liste der Ehrenmale auf dem heutigen Gebiet des Kreises Pinneberg. Die meisten Ehrenmäler sind den Gefallenen und Kriegstoten des Ersten Weltkriegs (1914–1918) und Zweiten Weltkriegs (1939–1945) gewidmet. Einige Denkmäler, oft in Form quadratischer Obelisken, erinnern an den Deutsch-Französischen Krieg 1870/71. Weitere Gedenksteine erinnern an die Schleswig-Holsteinische Erhebung 1848–1851, als gegen Dänemark die Forderung „Up ewig ungedeelt“ erhoben wurde. Ehrenmale auf Gebieten, die ehemals zum Kreis gehörten (vergl. ehemalige Gemeinden) werden hier nicht erwähnt.

## Appen
- Am Gedenkstein, 53° 39′ 33,4″ N, 9° 45′ 4,5″ O

Schwarzer quadratischer Obelisk über Kubus, auf aus grauen Feldsteinen gemauertem Sockel. Auf den vier Seiten des Kubus Namen, Geburts- und Sterbetage von 55 Gefallenen des Ersten Weltkrieges.
- Gegenüber Friedhof

Findling, errichtet 1959, zur Erinnerung an die Toten des Zweiten Weltkriegs.
- Etz, Dorfstraße, 53° 38′ 4,5″ N, 9° 45′ 15,3″ O

Findling mit Namen, Geburts- und Todestagen von sieben Gefallenen und eines Vermissten des Ersten Weltkriegs.

## Barmstedt
- Chemnitzstraße, Ecke Kirchenstraße, an der Heiligen-Geist-Kirche, 53° 47′ 19,8″ N, 9° 46′ 29″ O

Weißer Obelisk, zur Erinnerung an den Deutsch-Französischen Krieg 1870/71.
- Seepark, 53° 47′ 7,4″ N, 9° 45′ 34,1″ O

Findling, davor acht Granitplatten mit 207 Namen und Sterbedaten aus dem Ersten Weltkrieg.
- Seepark, 53° 47′ 7,4″ N, 9° 45′ 34,1″ O

Gepflasterte Anlage von 1965 mit Skulptur aus sechs ineinander greifenden Kreuzen, Schriftzug mit Jahreszahlen des Zweiten Weltkrieges, weitere Inschriften.

## Bevern
- Hemdinger Straße, Nähe Freiwillige Feuerwehr, 53° 45′ 19″ N, 9° 46′ 17,5″ O
- Auf einem Podest ein großer Stein mit eingelassener Tafel und zwei weiteren Tafeln links und rechts. Personennamen und Sterbedaten, 19 aus dem Ersten Weltkrieg und 55 aus dem Zweiten Weltkrieg.[U. Schärff 3]

## Bilsen
- Beim Denkmal, Nähe des Sportplatzes, 53° 46′ 11,9″ N, 9° 52′ 36,8″ O.

Hoher grauer Steinquader auf gemauertem Sockel. Im Stein eingelassen eine Tafel mit Namen und Sterbedaten von 13 Personen aus dem Ersten Weltkrieg. Am Boden angelehnt eine Tafel mit Namen und Sterbedaten von 31 Personen aus dem Zweiten Weltkrieg.

## Bönningstedt
- Dorfstraße, 53° 39′ 52,7″ N, 9° 54′ 47,6″ O

Gedenkstein an einen Gefallenen des Deutsch-Französischen Krieges.
- Kieler Straße, Ecke Winzeldorfer Straße, 53° 40′ 19″ N, 9° 54′ 11,8″ O

An der Stelle befand sich von 1922 bis 1966 Denkmal zu Ehren im Ersten Weltkrieg gefallener Winzeldorfer. Im Jahr 1981 wurde ein neues Denkmal errichtet. Auf gemauertem Sockel steht ein Findling. Auf dem Sockel liegend zwei teilweise zersprungene Tafeln mit Namen, teilweise militärischen Rängen und Sterbedaten von 27 Gefallenen und 2 Vermissten aus dem Ersten Weltkrieg.
- Ellerbeker Straße, 53° 39′ 48,1″ N, 9° 54′ 9,1″ O

In einer Grünanlage begehbares Podest, darauf auf einem Sockel ein Steinquader, über den sich von links die Figur einer Trauernden beugt. Auf der Vorderseite des Steinquaders eine hellere Tafel mit Namen und Sterbetage von 29 Gefallenen und 2 Vermissten aus dem Ersten Weltkrieg und 55 Gefallenen, 8 Gestorbenen und 34 Vermissten aus dem Zweiten Weltkrieg.

## Bokholt-Hanredder
- Friedhof

Halbkreisförmige Anlage aus Bodentafeln mit Namen von Kriegstoten. Den Kreis durchmisst ein zentraler Weg, der auf drei Gedenksteine führt, die von 2 Bäumen flankiert werden. Mittlerer hoher Stein, daneben links und rechts niedrigere Steine mit Tafeln von Kriegstoten.
Namen, Dienstgrade, Namen, Sterbedaten und -ort sowie Einheiten von 29 Gefallenen aus dem Ersten Weltkrieg. Namen, Geburtstage und Verlustdaten von 51 Vermissten, Gefallenen und Vermissten Personen des Zweiten Weltkriegs.

## Bokel
- Seit 1921 historisches Denkmal mit Adlerfigur auf quadratischer Stele mit eingraviertem Stahlhelm im Kranz aus Eichenlaub und Inschrift. Sockel begrenzt von vier Steinkugeln.

Ab 1965 demontiert und ersetzt durch dreiflügelige helle Steinplatten, bisherige Adlerfigur wurde daneben aufgestellt. Über dem mittleren Stein Skulptur des eisernen Kreuzes. Auf dem mittleren Stein erhabene Gravur von stilisiertem Stahlhelm über Eichenlaub, darunter dunkle Tafel mit Inschriften. Auf dem linken Stein dunkle Tafel mit Namen und Verlustdaten von 18 gefallenen, einer gestorbenen und drei vermissten Personen aus dem Ersten Weltkrieg. Auf dem rechten Stein dunkle Tafel mit Namen und Verlustdaten von 16 gefallenen, 10 heimatvertriebenen und zwei vermissten Personen aus dem Zweiten Weltkrieg.
Standort

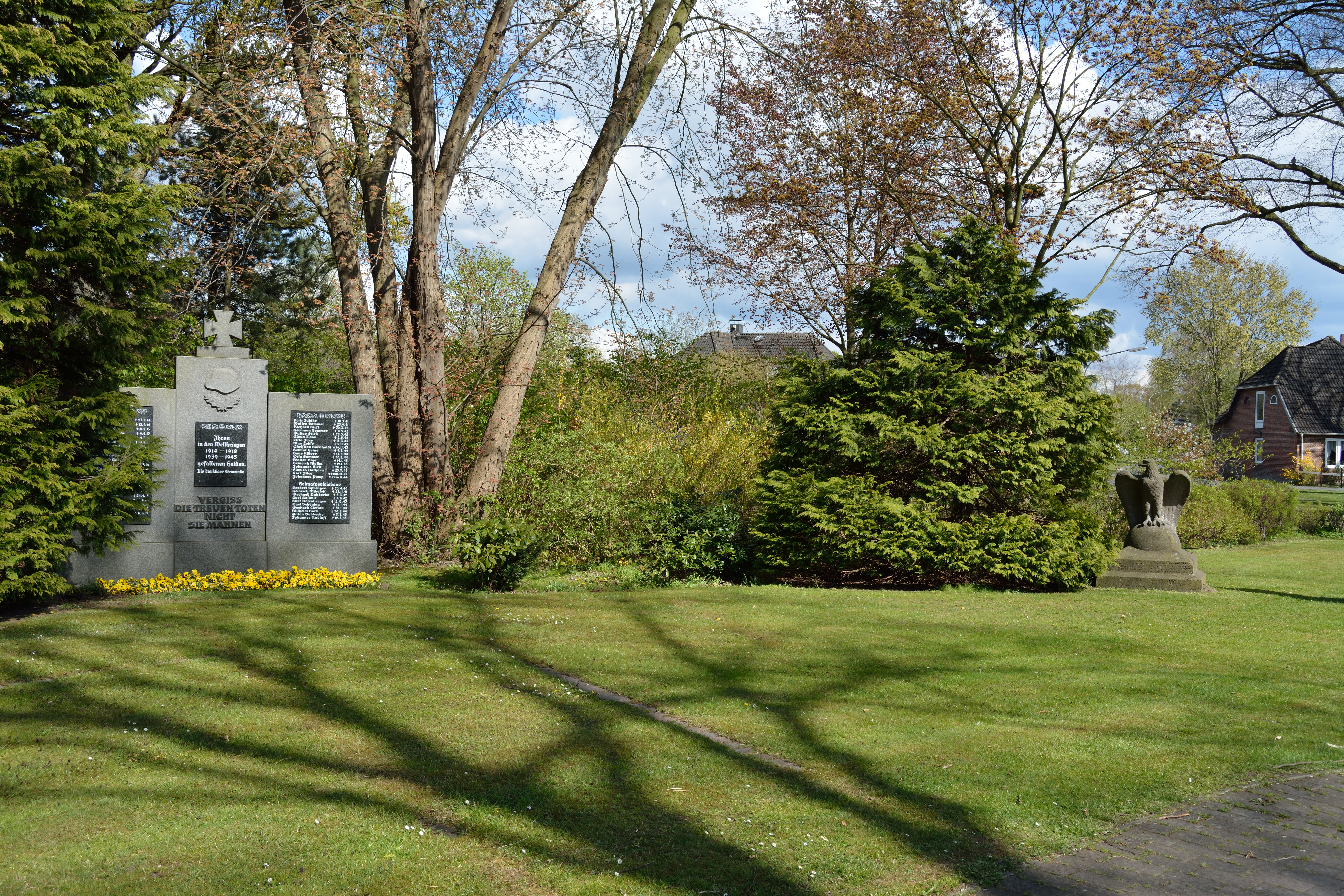
Weitere Bilder

## Borstel-Hohenraden
- Hauptstraße

Quadratische Stele aus schwarzem Stein. Auf den vier Seiten des Sockels Namen, Geburts- und Sterbe- bzw. Verlustdaten von 35 gefallenen Personen des Ersten Weltkrieges und 54 gefallenen und vier vermissten Personen des Zweiten Weltkrieges.

## Brande-Hörnerkirchen

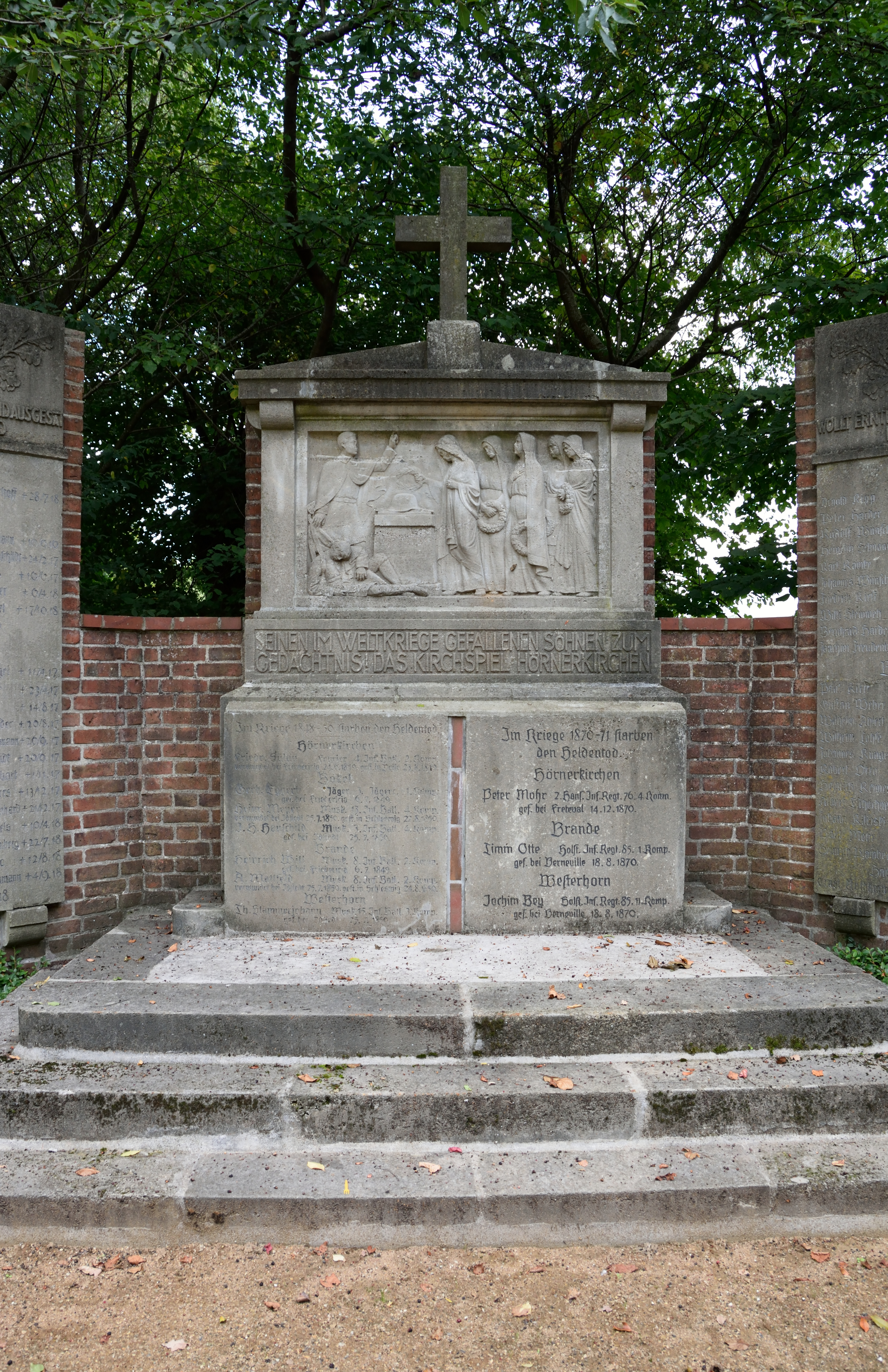
Weitere Bilder

- Marktplatz von Hörnerkirchen

Historisches Denkmal zur Erinnerung an Schleswig-Holsteinische Erhebung, in Form einer Kirchturmspitze mit vier Nebenspitzen, 1936 abgebrochen. Tafeln mit Namen, Heimatort, Datum und Ort des Todes und teilweise der Verwundung, Dienstgrad und Einheit von 7 Gefallenen der Schleswig-Holsteinischen Erhebung aus Hörnerkirchen, Bokel, Brande und Westerhorn, sowie Name, Heimatort, Todesdatum und Einheit von 3 Gefallenen des Deutsch-Französischen Krieges aus Hörnerkirchen, Brande und Westerhorn. Die Tafeln wurden später in das neu errichtete Denkmal auf dem Friedhof integriert.
- Friedhof

Anlage mit fünf Steintafeln, die aus einer niedrigeren Backsteinmauer aufragen. Die Tafel in der Mitte zeigt ein figürliches Relief mit Trauernden und war zur Erinnerung an den Ersten Weltkrieg ursprünglich an der Mauer der Kirche aufgestellt, bis diese 1934 abbrannte. Namen, Sterbedaten und Herkunftsorte von 85 Gefallenen des Ersten Weltkrieges aus Barmstedt, Bokel, Bokelseß, Brande-Hörnerkirchen, Osterhorn und Westerhorn, sowie 195 Gefallenen des Ersten Weltkrieges aus Barmstedt, Bokel, Bokelseß, Brande-Hörnerkirchen, Osterhorn, Westerhorn, darunter in der Gemeinde Hörnerkirchen gemeldete Heimatvertriebene.
Standort
- Weitere Bilder

## Bullenkuhlen
- Dorfstraße, Ecke Schulstraße, am Gemeindehaus mit Feuerwache 53° 46′ 9″ N, 9° 45′ 0,3″ O

Heller Stein. Darauf Tafel mit Namen und Sterbedaten von 16 gefallenen und gestorbenen Personen des Ersten Weltkrieges. Weitere Tafel zum Zweiten Weltkrieg mit Namen und Verlustdaten von 15 gefallenen und 3 vermissten Soldaten sowie 9 gefallenen und 5 vermissten Heimatvertrieben.

## Ellerbek
- Ecke Hauptstraße/Dorfstraße 53° 39′ 26,5″ N, 9° 52′ 10,8″ O

Anlage aus gemauerten Natursteinen, in der Mitte Findling, darauf steinerner Adler mit ausgebreiteten Schwingen auf vergoldeter Kugel. Tafeln mit Name und Sterbedatum eines Gefallenen aus dem Deutsch-Französischen Krieg, Namen und Sterbejahren von 20 Gefallenen des Ersten Weltkrieges und Namen von 98 Gefallenen, Bombenopfern und Vermissten des Zweiten Weltkrieges.

## Ellerhoop
- Gelände des Männerturnverein zu Ellerhoop von 1907 (M.T.V. Ellerhoop)

Findling auf gemauertem Sockel. Auf 1932 datierter Gedenkstein des M.T.V. mit Inschriften zu beiden Weltkriegen.
- Thiensener Weg, Ecke Schmiedskamp, 53° 43′ 37,4″ N, 9° 46′ 20,5″ O

In Grünanlage Stein, darauf steinerner Adler, Schwingen ausbreitend. Eingelassene Tafeln mit Namen und Sterbedaten von 25 Gefallenen und einem Vermissten des Ersten Weltkrieges sowie 85 Gefallenen, Vermissten und Heimatvertriebenen des Zweiten Weltkrieges.

## Elmshorn

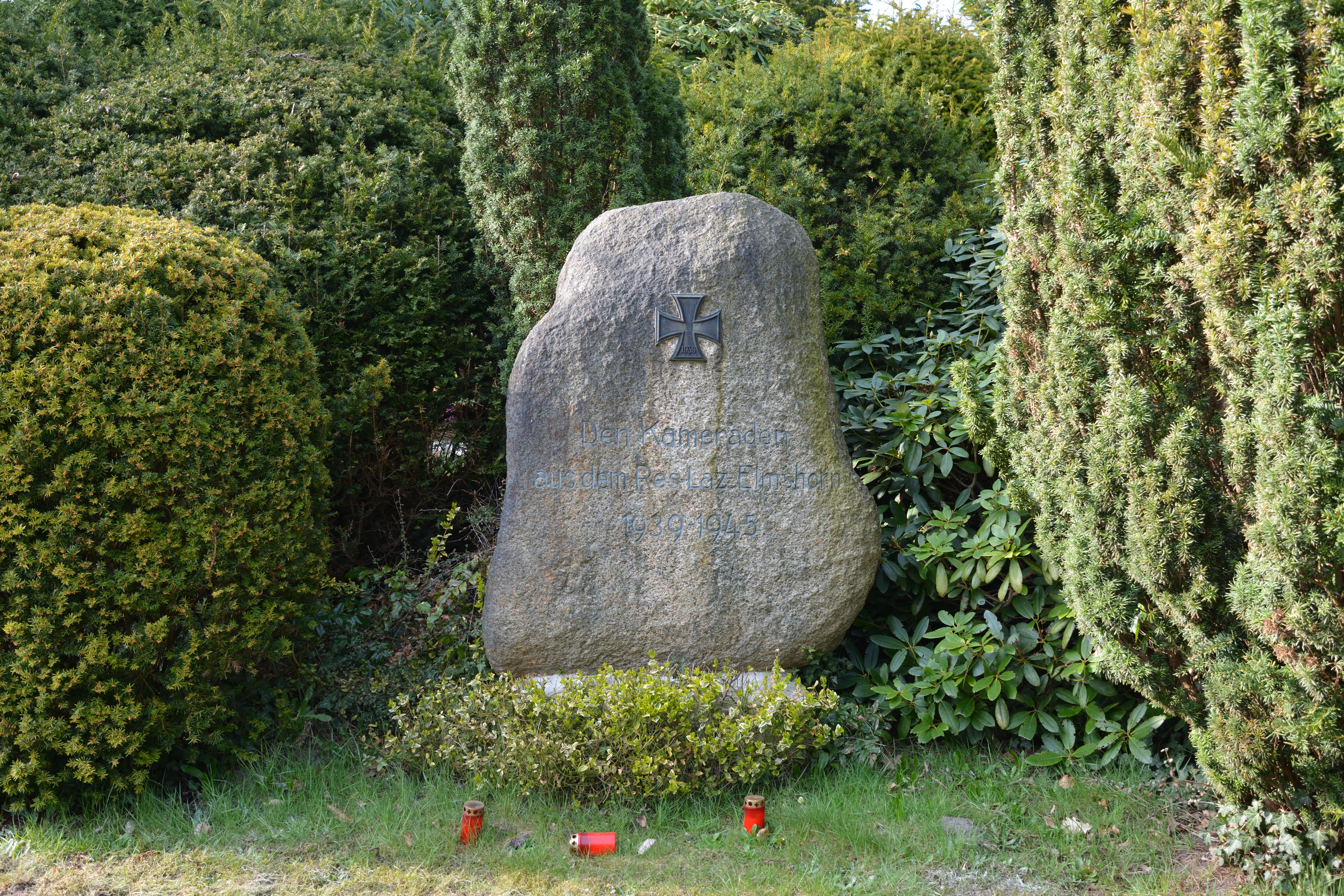
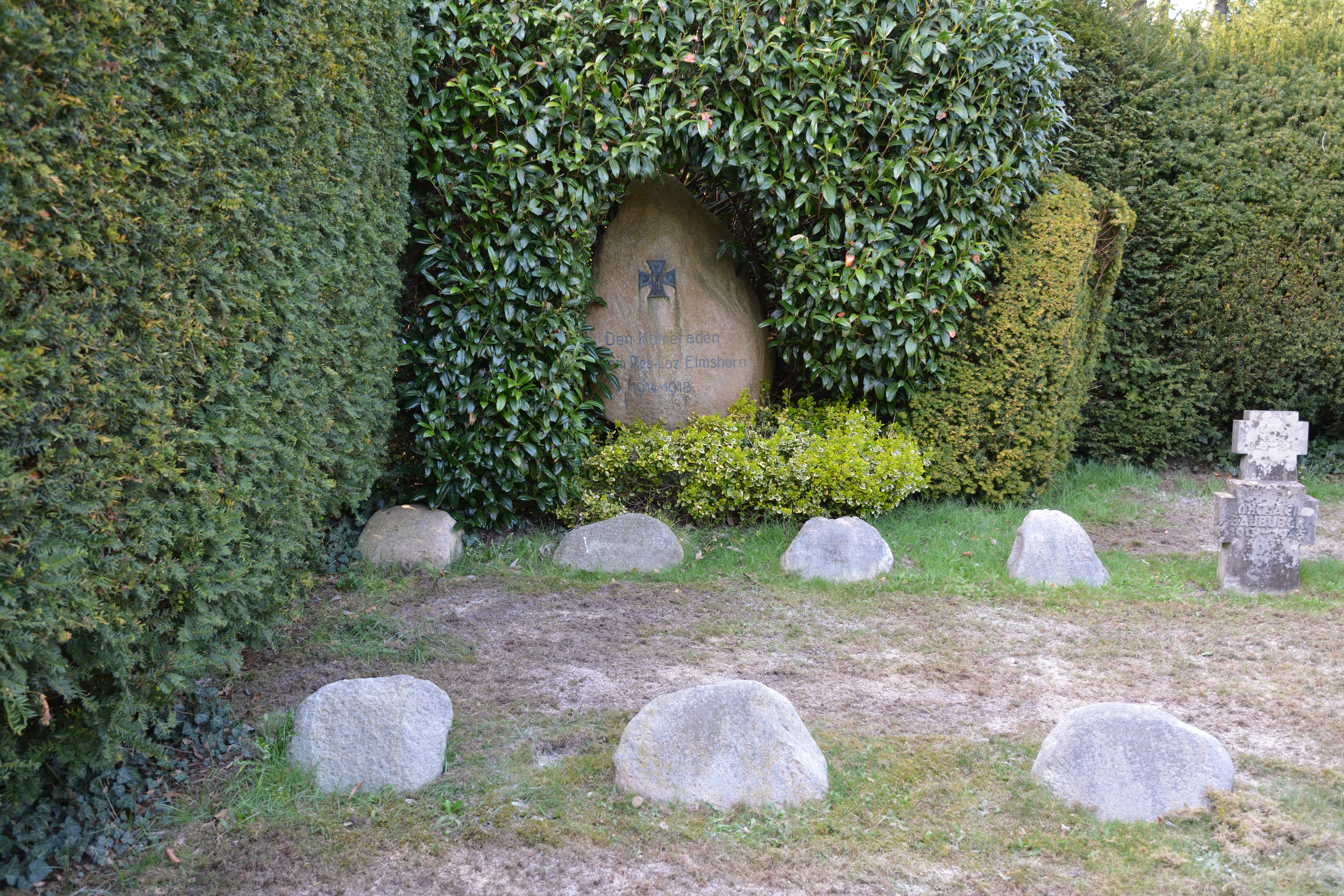
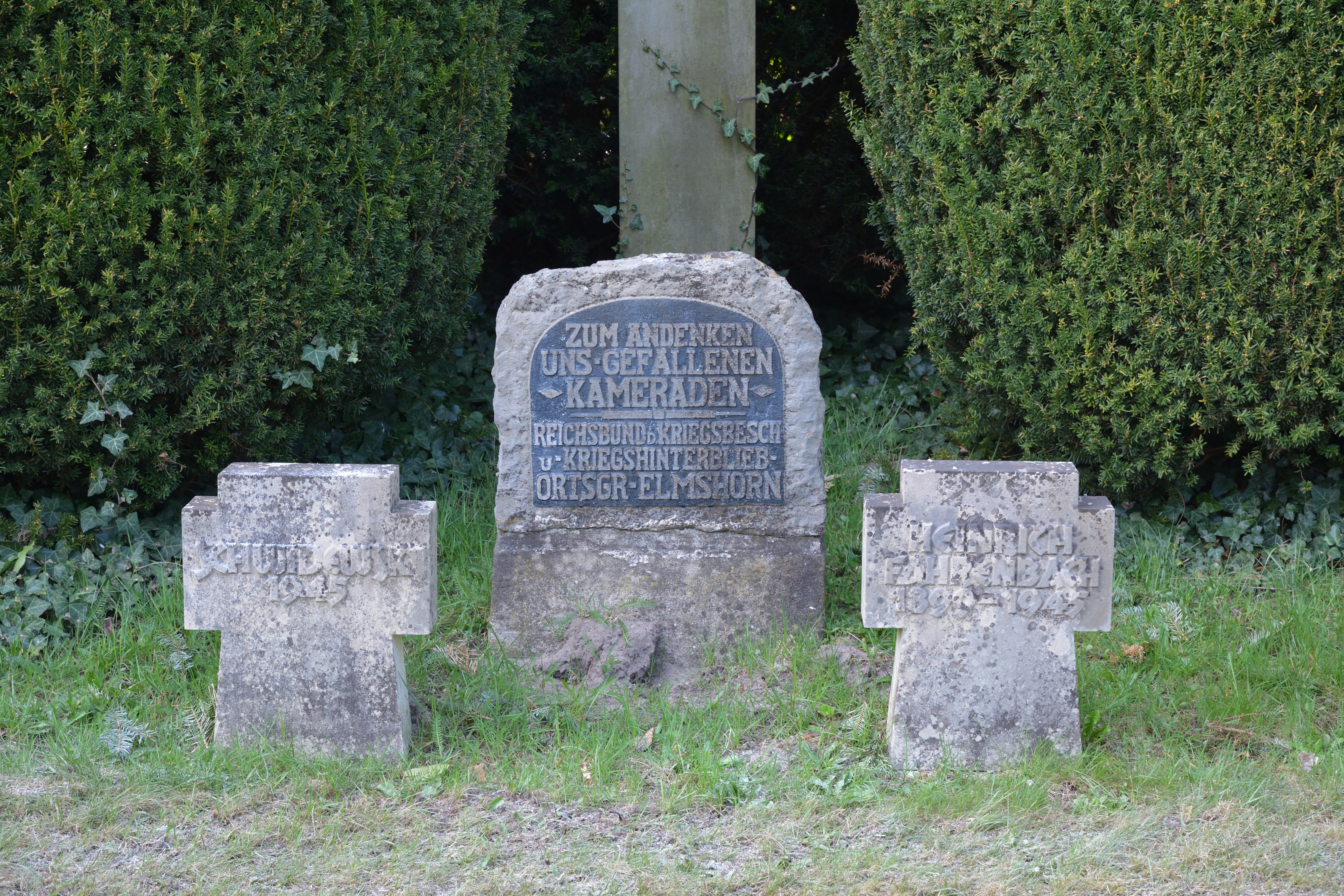
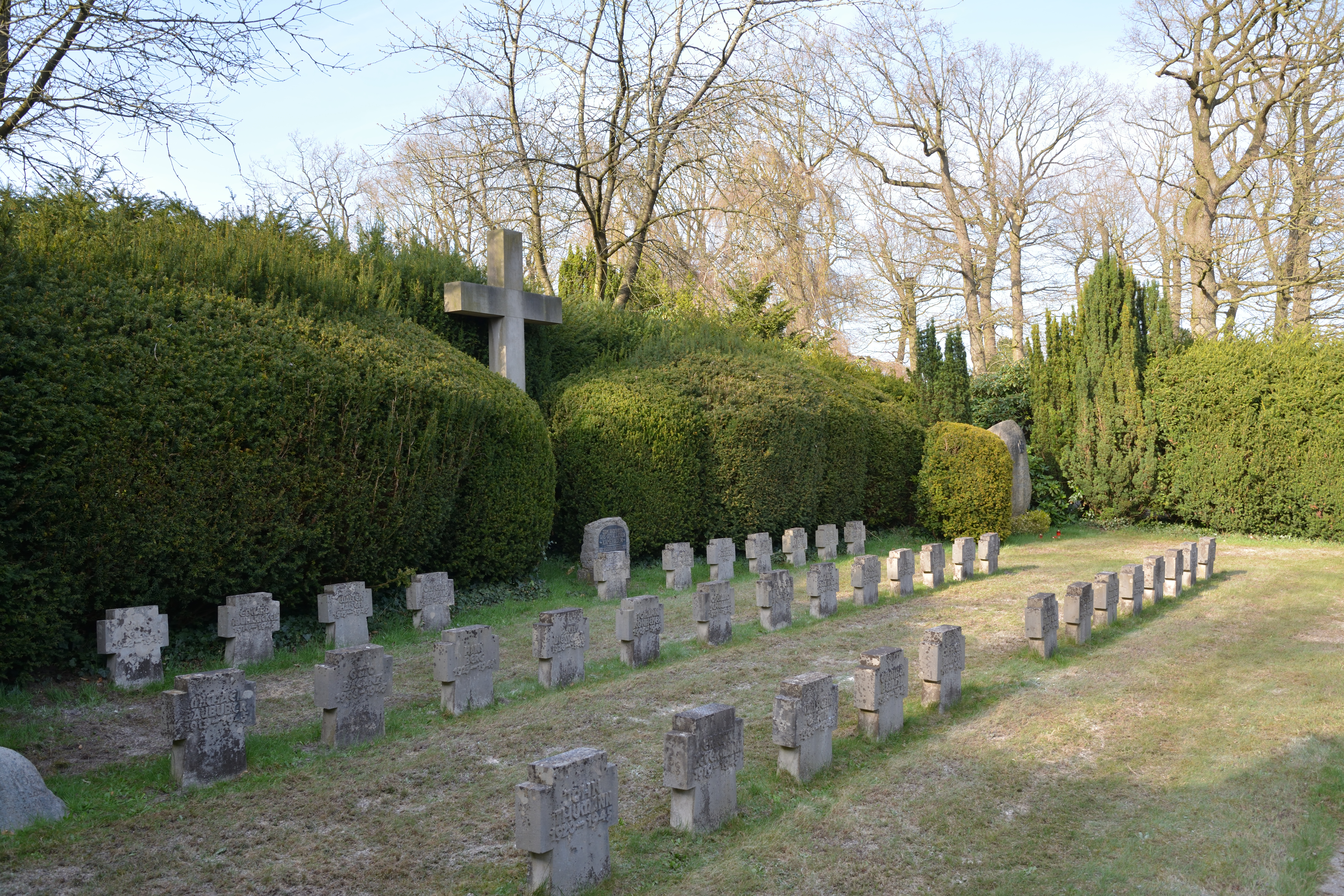

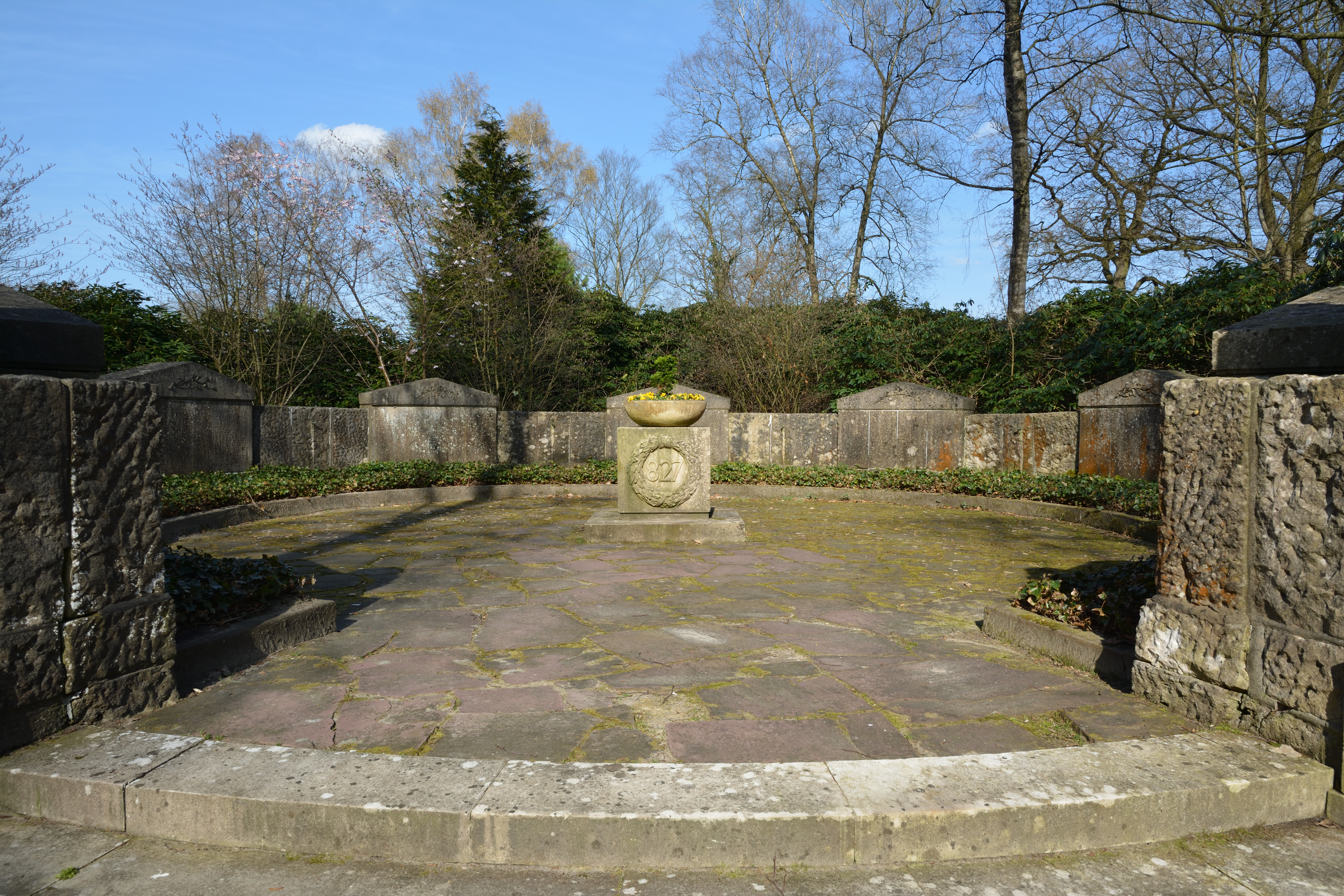

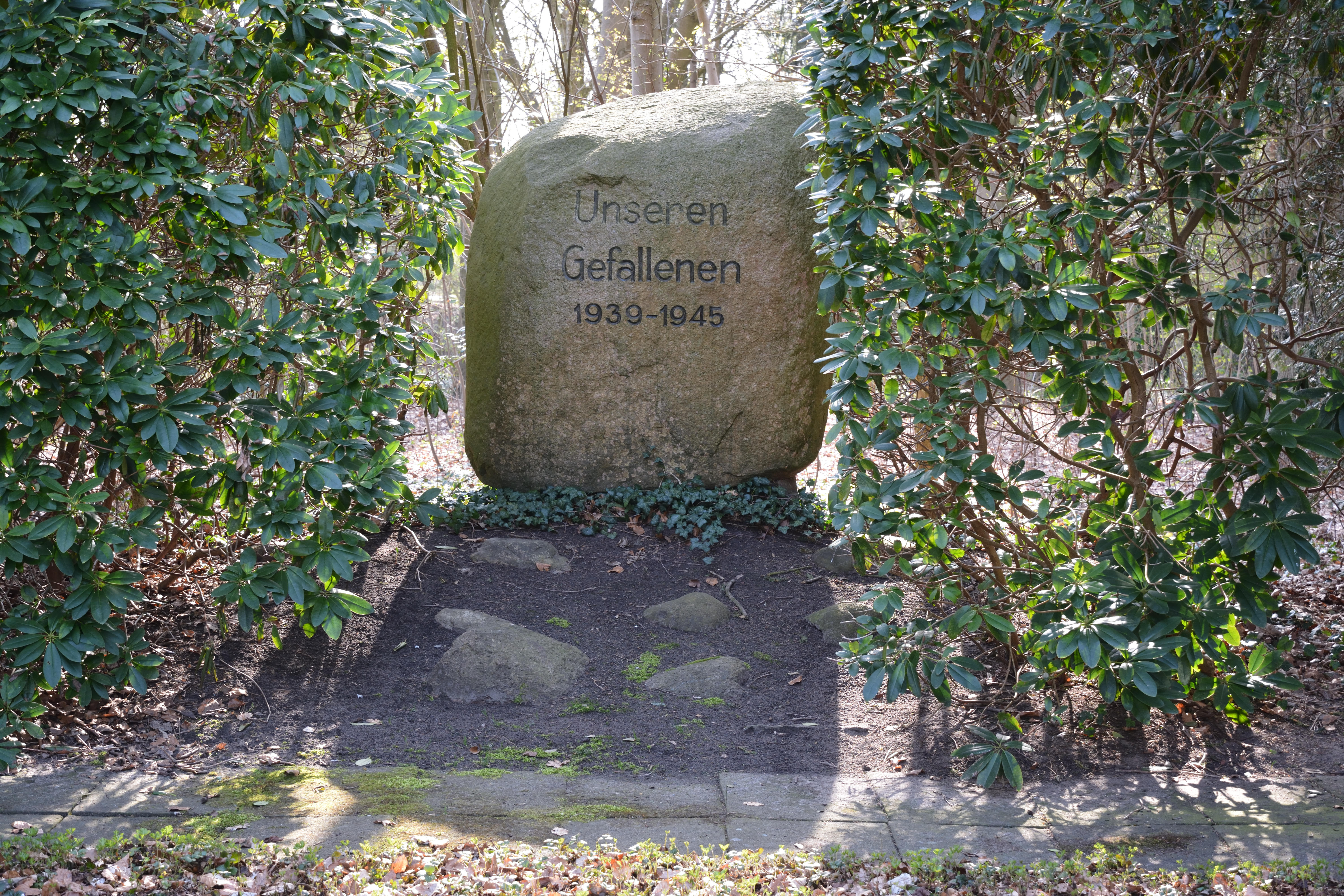

- Auf dem evangelischen Friedhof Elmshorn: Anlage zum Gedenken an Verstorbene des Reservelazarett Elmshorn. Ca. 4 Meter hohes Steinkreuz. Daneben je ein Findling zur Erinnerung an im Lazarett Verstorbene des Ersten und Zweiten Weltkrieges. Weiterer Findling der Ortsgruppe Elmshorn des Reichsbund der Kriegsbeschädigten und Kriegshinterbliebenen.

Davor Tafeln, z. T. unleserlich mit Namen, Geburtsdaten, teilweise Geburtsorten und Sterbedaten von 7 Gefallenen des Ersten Weltkrieges. Tafeln mit Namen, Geburts- und Sterbejahren von 37 Gefallenen des Zweiten Weltkrieges. Sieben weitere individuelle Gedenksteine jeweils mit Name, Geburts- und Sterbedatum, teilweise mit Geburts- oder Sterbeorten von Gefallenen des Zweiten Weltkrieges.
Standort
- Auf dem evangelischen Friedhof Elmshorn: Kreisförmige Gedenkstätte für die Toten des Ersten Weltkriegs.

Standort
- Auf dem evangelischen Friedhof Elmshorn: Gedenkstein für die Toten des Zweiten Weltkriegs.

Standort
- Auf dem evangelischen Friedhof Elmshorn: Gedenkstätte für tote Kriegsgefangene.

Standort

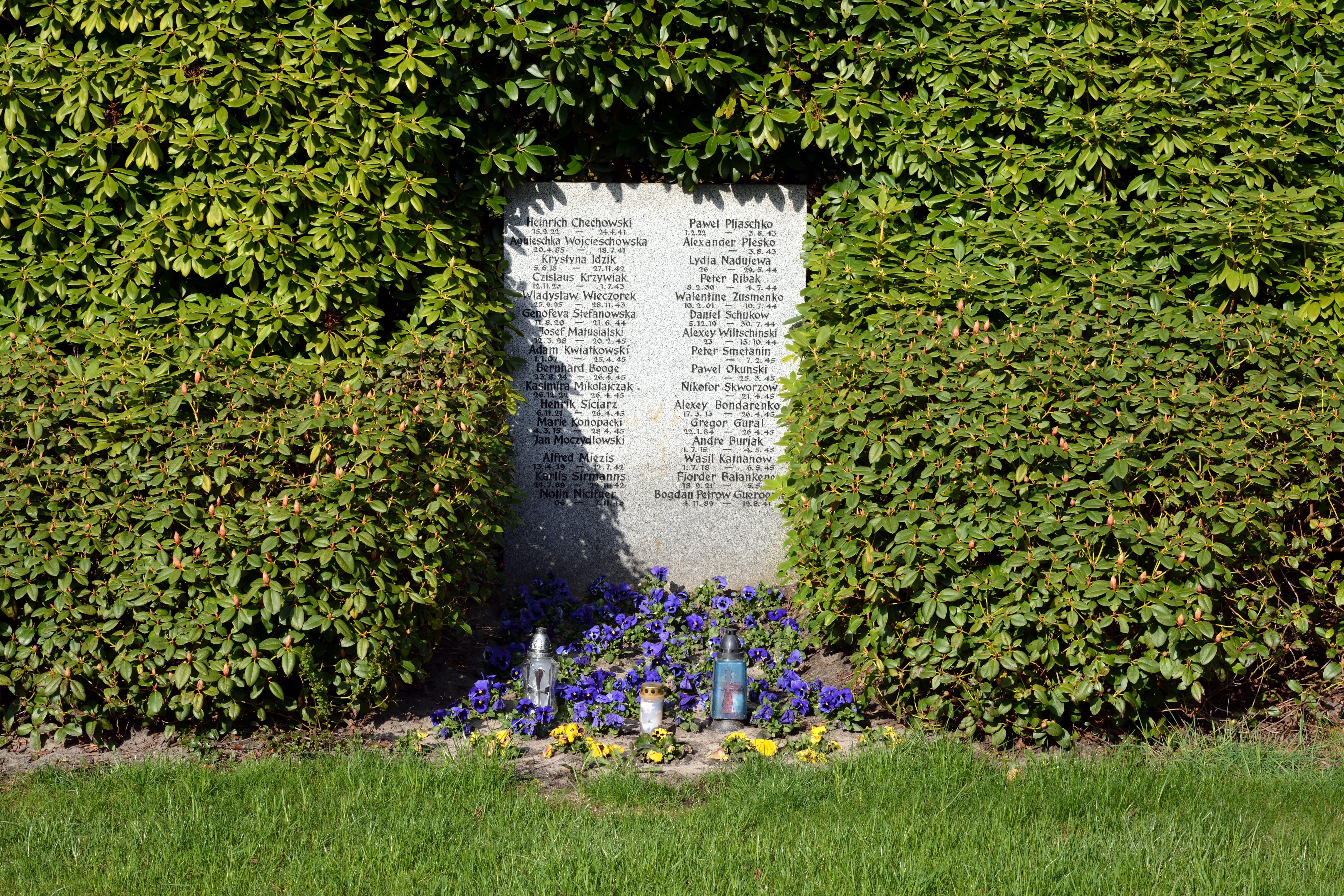

- Gedenksäule mit Figur und Wappenrelief. Dienstgrad, Name, Ort und Datum von Geburt und Tod sowie Einheit von 16 Gefallenen der Schleswig-Holsteinischen Erhebung.[U. Schärff 7]

- Zunächst vor dem Elmshorner Gewerkschaftshaus, später vor dem Rathaus aufgestellte Erinnerungstafel mit Namen von 11 Opfern des Nationalsozialismus.[F. Bringmann, H. Diercks 1]

Rathaus, Schulstrasse
Standort

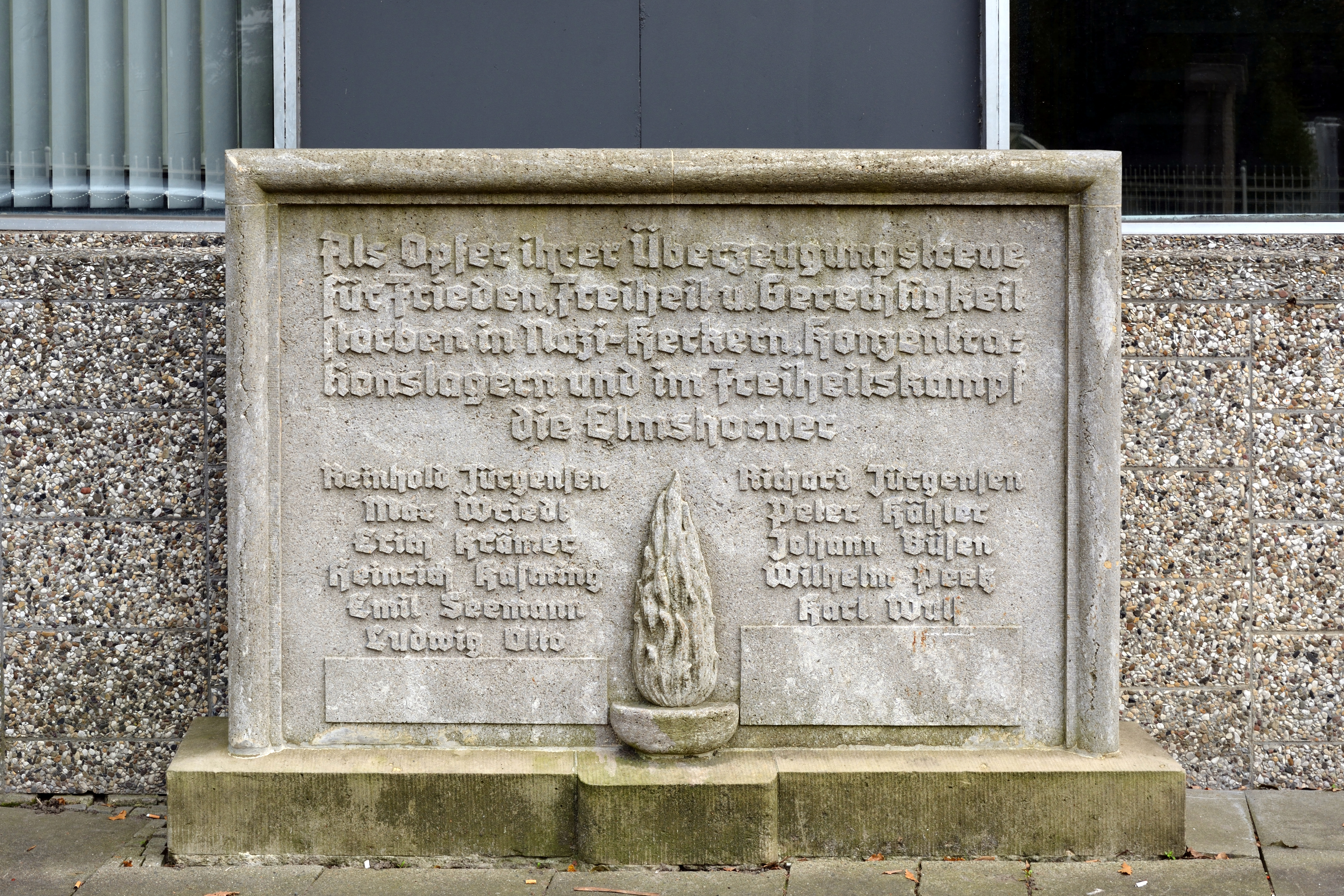

- Gedenkstein für die während der Novemberpogrome am 9./10. November 1938 zerstörte Synagoge.[F. Bringmann, H. Diercks 2]

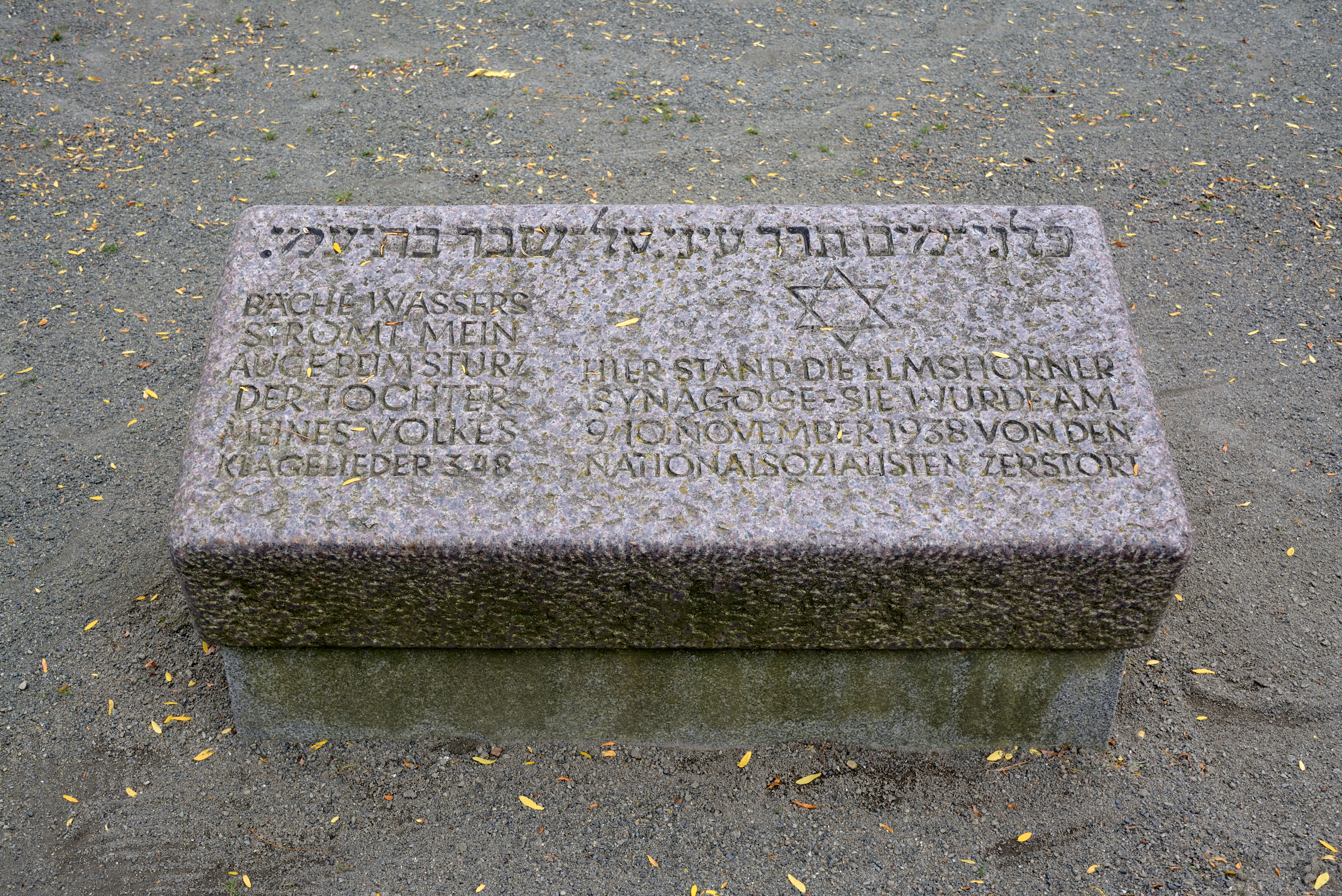

Ecke Flamweg / Neue Straße
Standort

## Halstenbek
- Dienstgrad, Namen und Todestag und Einheit eines Gefallenen des Deutsch-Französischen Kriegs. Denkmal mit Turm und Mauer aus rotem Klinker, mit sechs in die Mauer eingelassene Tafeln mit Namen und Sterbedaten von 100 Gefallenen des Ersten Weltkriegs. Davor heller Stein zur Erinnerung an den Zweiten Weltkrieg.[U. Schärff 8]

## Haselau
- Friedhof

Ein Stein zum Ersten Weltkrieg stand zunächst neben einer Friedenseiche an der Dorfstraße und wurde später auf dem Friedhof aufgestellt. In die hohe Marmorplatte eingraviert sind Namen, Geburtstag, Sterbetag und -ort von 32 Gefallenen und einem Vermissten aus dem Ersten Weltkrieg.
Links und rechts davon stehen 2 Tafeln mit Namen, Geburts- und Todestagen von 49 Gefallenen, und davor liegend eine Tafel mit Namen und Geburtstagen von 39 Vermissten aus dem Zweiten Weltkrieg.

## Haseldorf

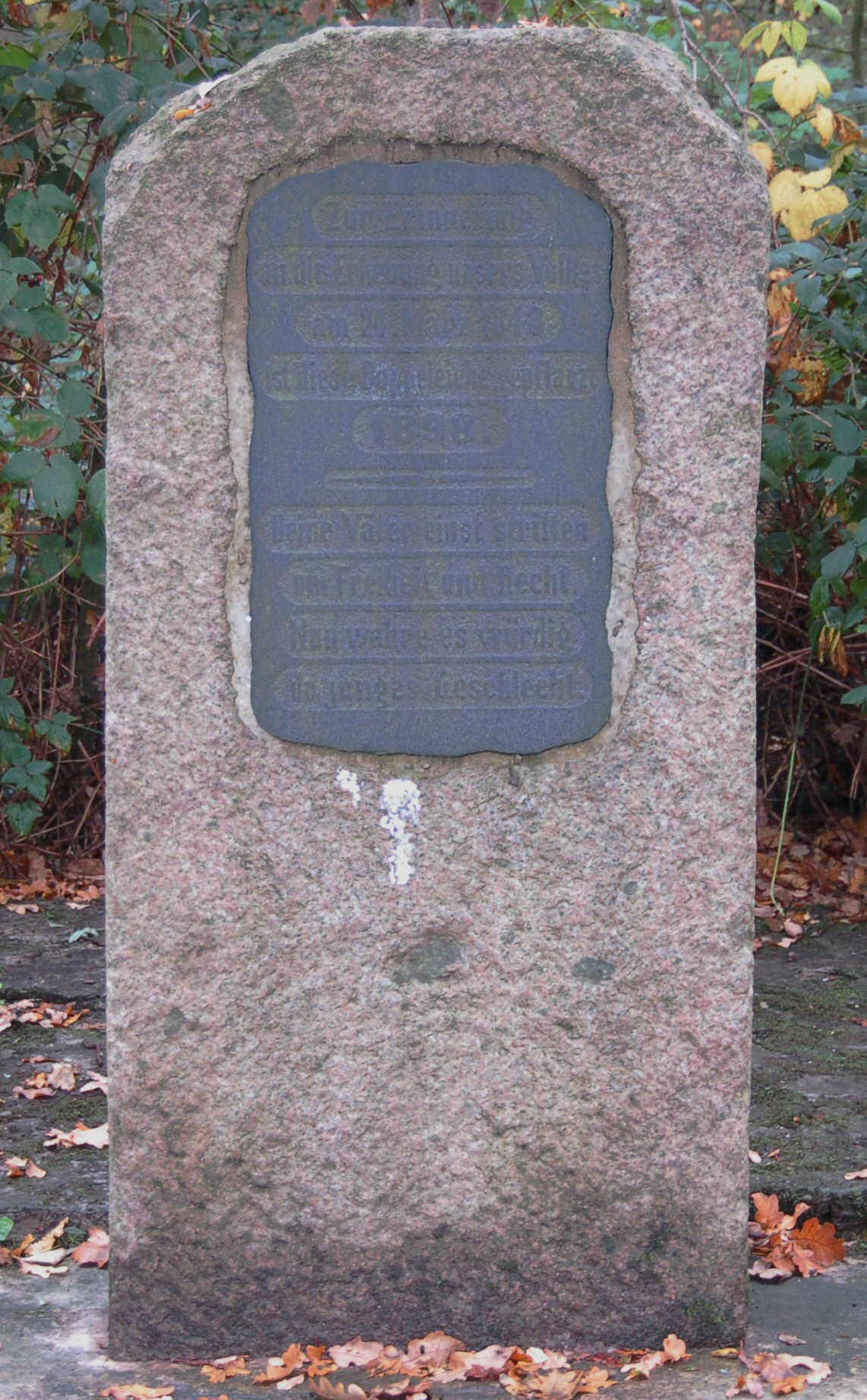

- Hauptstraße

Tafel zur Erinnerung an die Schleswig-Holsteinische Erhebung. mit Inschrift:
„Zur Erinnerung an die Erhebung unseres Volkes am 24. März 1848 ist diese Doppeleiche gepflanzt 1898. Deine Väter einst stritten um Freiheit und Recht. Nun wahre es würdig du junges Geschlecht.“
Standort
- Im Schlosspark

Stein mit eingravierten Namen, Geburts- und Todestagen von 56 Gefallenen des Ersten Weltkrieges. Findling zur Erinnerung an Tote des Zweiten Weltkrieges.

## Hasloh
- Schulstraße, Ecke Kronkamp

Mauer mit Relief des Profils einer Trauernden sowie eingelassenen Steinen mit Namen und Todesjahren von 33 Gefallenen aus dem Ersten Weltkrieg und von 96 Gefallenen aus dem Zweiten Weltkrieg.
Standort

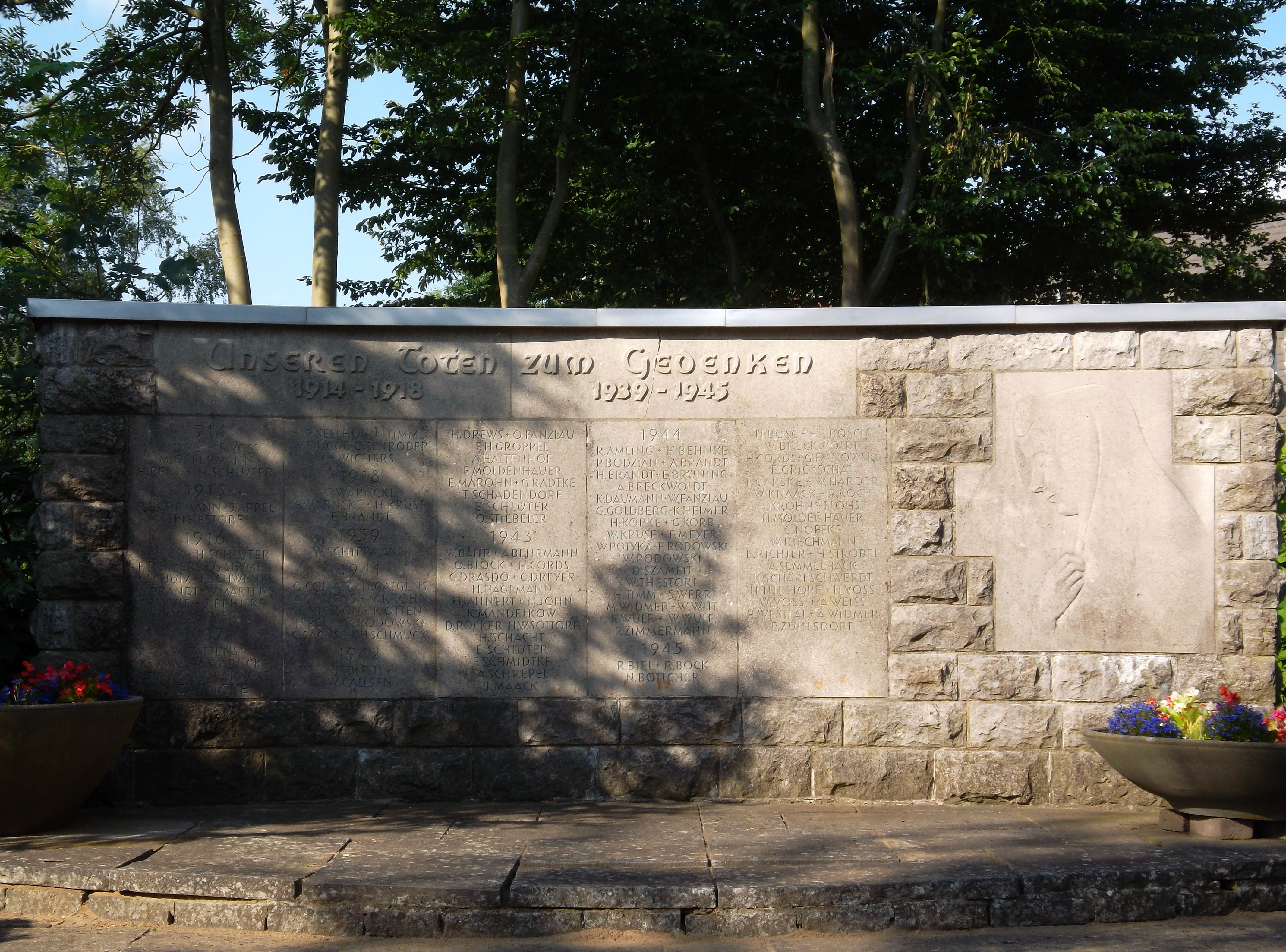
Weitere Bilder

## Heede
- Denkmalweg

In einer kleinen Grünanlage auf einem gemauerten Feldsteinsockel ein rechteckiger Granitstein, darin eingelassen Tafeln mit Namen, Geburts- und Sterbetage von 26 Gefallen und 5 Vermissten aus dem Ersten Weltkrieg und 24 Gefallenen und 17 Vermissten oder Heimatvertriebenen aus dem Zweiten Weltkrieg.

## Heist
- Auf dem Friedhof.

Gedenkstein mit Namen von 24 Gefallenen aus dem Ersten Weltkrieg. Daneben Findling mit Inschrift zum Zweiten Weltkrieg. Weg beidseitig gesäumt von 78 kleinen Findlingen mit Namen von 81 Toten und Vermissten des Zweiten Weltkriegs.

## Hemdingen
- Ecke Steindamm, Barmstedter Straße

Auf dem an der Stelle bestehenden Dreiecksplatz wurde ein Gefallenendenkmal zum Ersten Weltkrieg errichtet. Davor wurde am 1. Mai 1933 von Hitlerjugend-Mitgliedern und SA-Leuten eine „Hitler-Eiche“ gepflanzt.
Standort

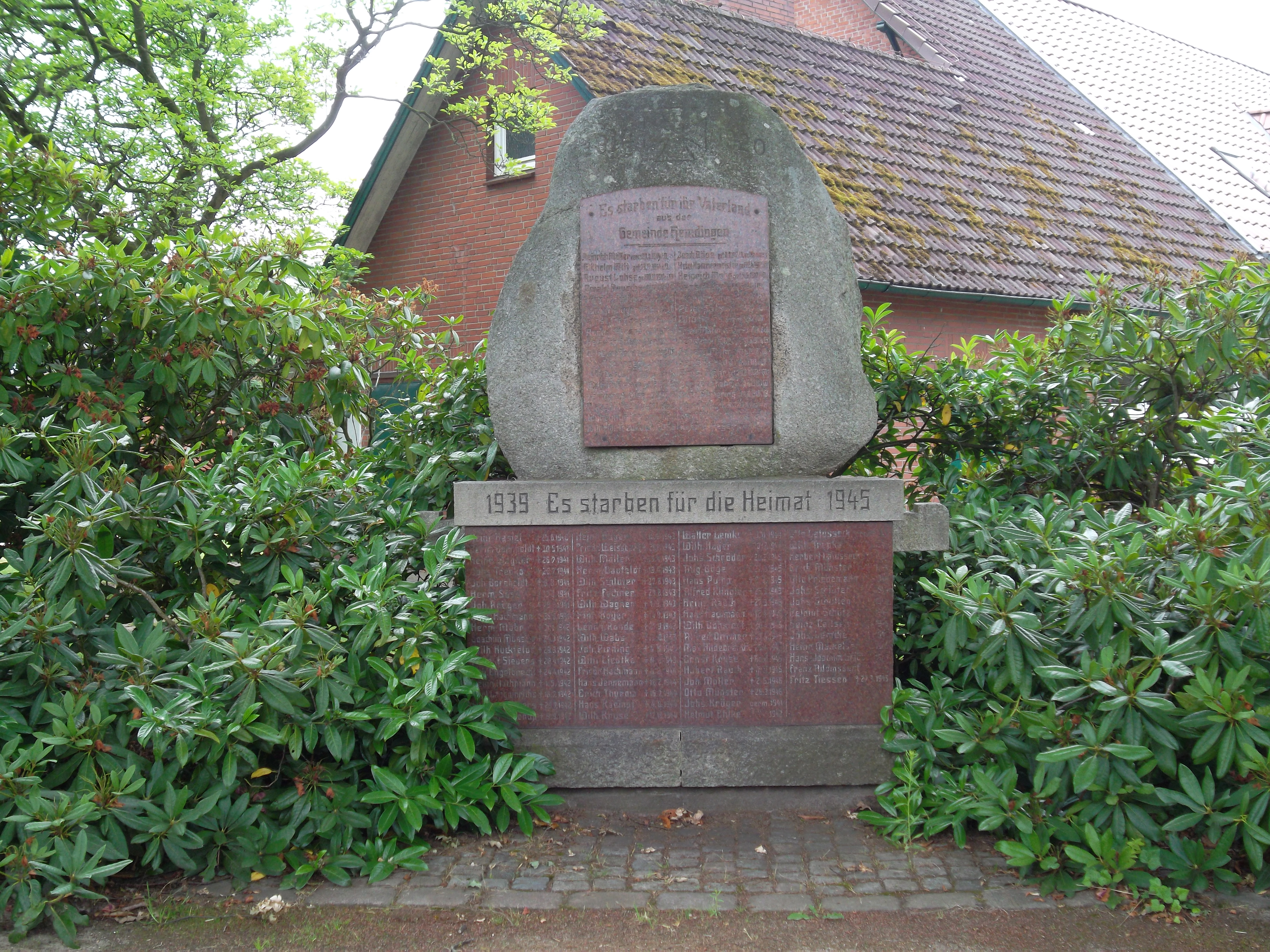
Weitere Bilder

Heute steht an der Straßenkreuzung in einer Grünanlage mit zwei großen Eichen ein Findling auf einem Betonsockel. Im Findling eingelassen Platte mit Namen und Sterbedaten von 34 Gefallenen aus dem Ersten Weltkrieg. Auf der Vorderseite des Sockels befindet sich eine Steinplatte mit Namen und Sterbedaten von 65 Gefallenen aus dem Zweiten Weltkrieg.

## Hetlingen
Neben der Hetlingen Kapelle Grauer Steinquader, eingelassene Tafel mit Namen, Geburts- und Sterbetagen von 36 Gefallenen des Ersten Weltkrieges. Ein weiterer Gedenkstein zum Zweiten Weltkrieg.

## Holm
- Friedhof, 53° 36′ 46″ N, 9° 40′ 5″ O

Gedenkstein mit Namen, Sterbe- und Verwundungsdaten und -Orte von zwei Gefallenen der Schleswig-Holsteinischen Erhebung.
Anlage mit drei großen Gedenksteine mit eingelassenen Platten, darauf
Namen, Geburts- und Sterbe bzw. Verlustdaten von 27 Gefallenen bzw. 5 Vermissten des Ersten Weltkrieges und von 45 Gefallen bzw. 15 Vermissten des Zweiten Weltkrieges. Zwei Kriegsgräber des Zweiten Weltkrieges befinden sich auf dem Friedhof.

## Langeln
- Anlage mit zwei großen Steinquadern, dazwischen ein kleines Kreuz. In die Steine jeweils eingelassen Platten mit Name und Sterbe- bzw. Verlusttag sowie Einsatzfront von 12 Gefallenen, 2 in Gefangenschaft Gestorbenen und 2 Vermissten des Ersten Weltkrieges und Namen von 26 Toten des Zweiten Weltkriegs.[U. Schärff 13]

## Lutzhorn
- Schulstraße, 53° 49′ 31″ N, 9° 46′ 34″ O

Drei gemauerte Sockel, auf dem mittleren ein Findling, darauf ein steinerner Adler mit ausgebreiteten Schwingen auf Kugel. Vorne auf dem Findling angebracht eine Tafel mit Namen, Todesdatum und Einsatzfront von 25 Soldaten des Ersten Weltkriegs. Auf dem linken und rechten Sockel jeweils Tafeln mit Namen und Verlustdaten von 59 Kriegstoten des Zweiten Weltkriegs.

## Kummerfeld
- Haupteingang des Friedhofs, Dorfstraße, 53° 41′ 37,1″ N, 9° 47′ 39,2″ O

Auf einer Mauer links eine Tafel mit Namen Todesort- und datum und Einheit eines Gefallenen aus dem Deutsch-Französischen Krieg. In der Mitte in die Mauer eingepasst ein Findling mit Namen und Sterbedaten- und Orten von 31 Gefallenen des Ersten Weltkriegs. Rechts eine helle Tafel zur Erinnerung an den Zweiten Weltkrieg.

## Moorrege
- Friedhof Moorrege-Heist

Findling des Turnverein Moorrege, mit Namen und Sterbedaten von zehn im Ersten Weltkrieg gefallenen Mitgliedern.

## Pinneberg
- Drosteipark

Quadratische Stele mit Namen, Herkunftsgemeinde, Sterbedatum und -ort sowie militärischer Einheit von 17 im Jahr 1870 Gefallenen des Deutsch-Französischen Krieges aus Pinneberg und Orten der Umgebung.
- Drosteipark

Doppeleiche, gepflanzt 1898 zur Erinnerung an die Schleswig-Holsteinische Erhebung 1848, daneben Gedenkstein.
- Ecke Rockvillestraße/Bahnhofstraße, am Rande des Gehölzes Fahlt, 53° 39′ 21″ N, 9° 47′ 52,2″ O

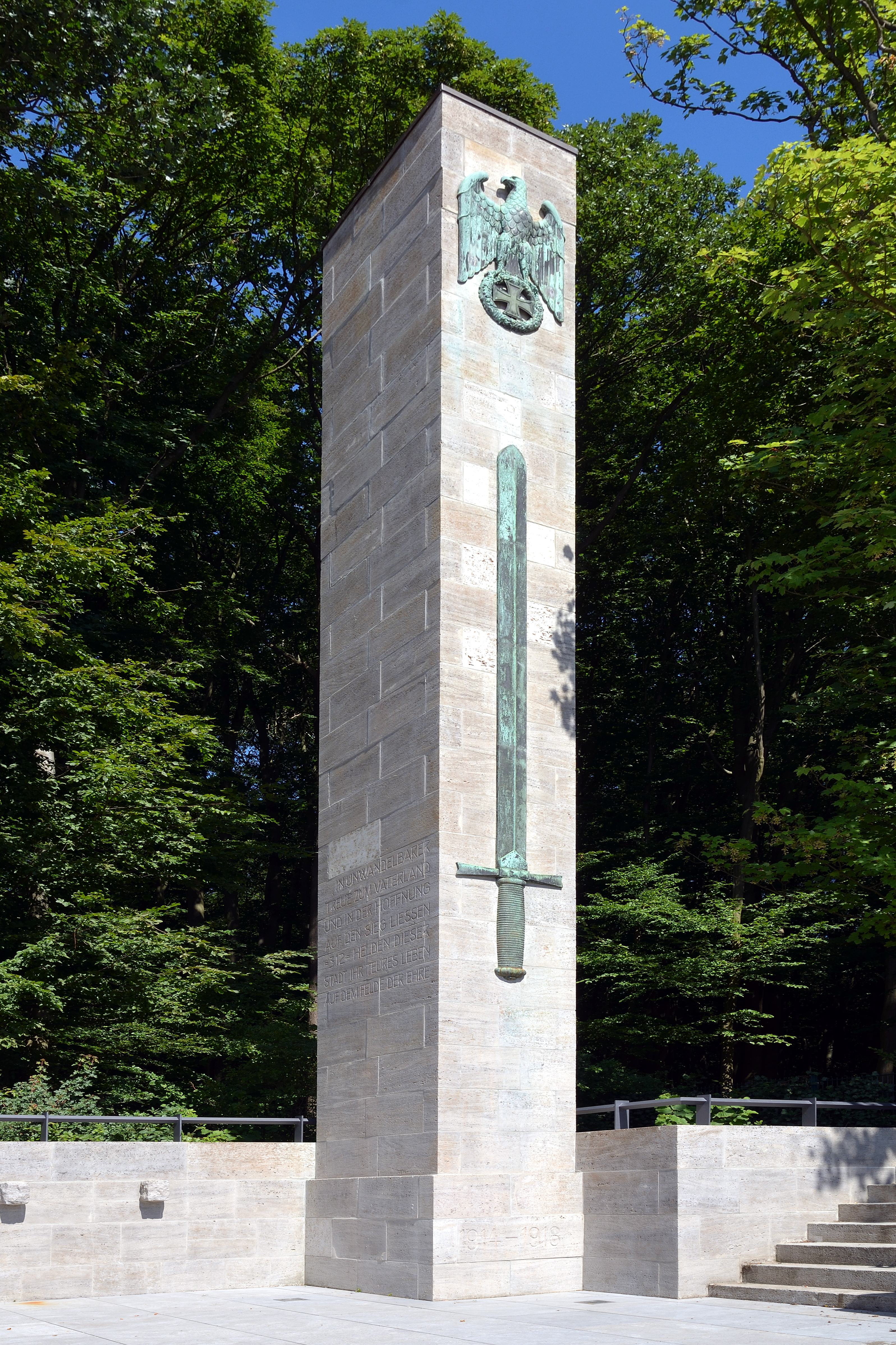
Pinneberg

Gemauerte Anlage aus hellem Sandstein. Begehbares Podest, darauf hohe Stele mit bronzenen Schwert und Reichsadler auf Kranz mit Eisernem Kreuz. Signatur der Stele: "Ih Hansen 1934".
- Thesdorf, Pestalozzistraß, Ecke Heinrich-Specht-Straße, 53° 38′ 33,6″ N, 9° 48′ 34,5″ O

Findling auf gemauertem Sockel aus Feldsteinen. Darunter Namen, Geburts- und Sterbedatum von 39 Gefallenen des Ersten Weltkrieges.
- Waldenau-Datum, im Vorraum der Kreuzkirche

Vor Wandteppich hölzernes Podest, ausliegend Gedenkbuch der ev.-luth. Gemeinde der Kreuzkirche Pinneberg-Waldenau, datiert auf Ostern 1956. Darin Namen, Geburts- und Sterbeorte und -Daten von 74 Gefallenen und Vermissten des Zweiten Weltkrieges.

## Prisdorf
- Hauptstraße, an der Brücke über die Bilsbek, 53° 40′ 47″ N, 9° 45′ 25″ O

In einer Grünanlage auf einem aus Feldsteinen gemauerten Sockel ein Gedenkstein, 2012 restauriert, eingraviert Namen, Geburtstag, Sterbetag und Sterbeort und Einheit von 12 Gefallenen des Ersten Weltkriegs. Am Sockel eine Tafel mit Geburtsort und -tag, Sterbe- bzw. Verlustort und -tag von 30 Gefallenen, 3 Gestorbenen bzw. 14 Vermissten des Zweiten Weltkriegs. Ein Gedenkbuch liegt bei der Gemeindeverwaltung aus.

## Quickborn
- Renzel,

Quadratische Säule, darauf steinerner Adler. Auf der Säule Namen und Sterbedaten von 14 Gefallenen des Ersten Weltkrieges. Tafel mit Namen und Sterbedaten von 16 gefallenen sowie Namen von 6 vermissten Personen des Zweiten Weltkrieges.

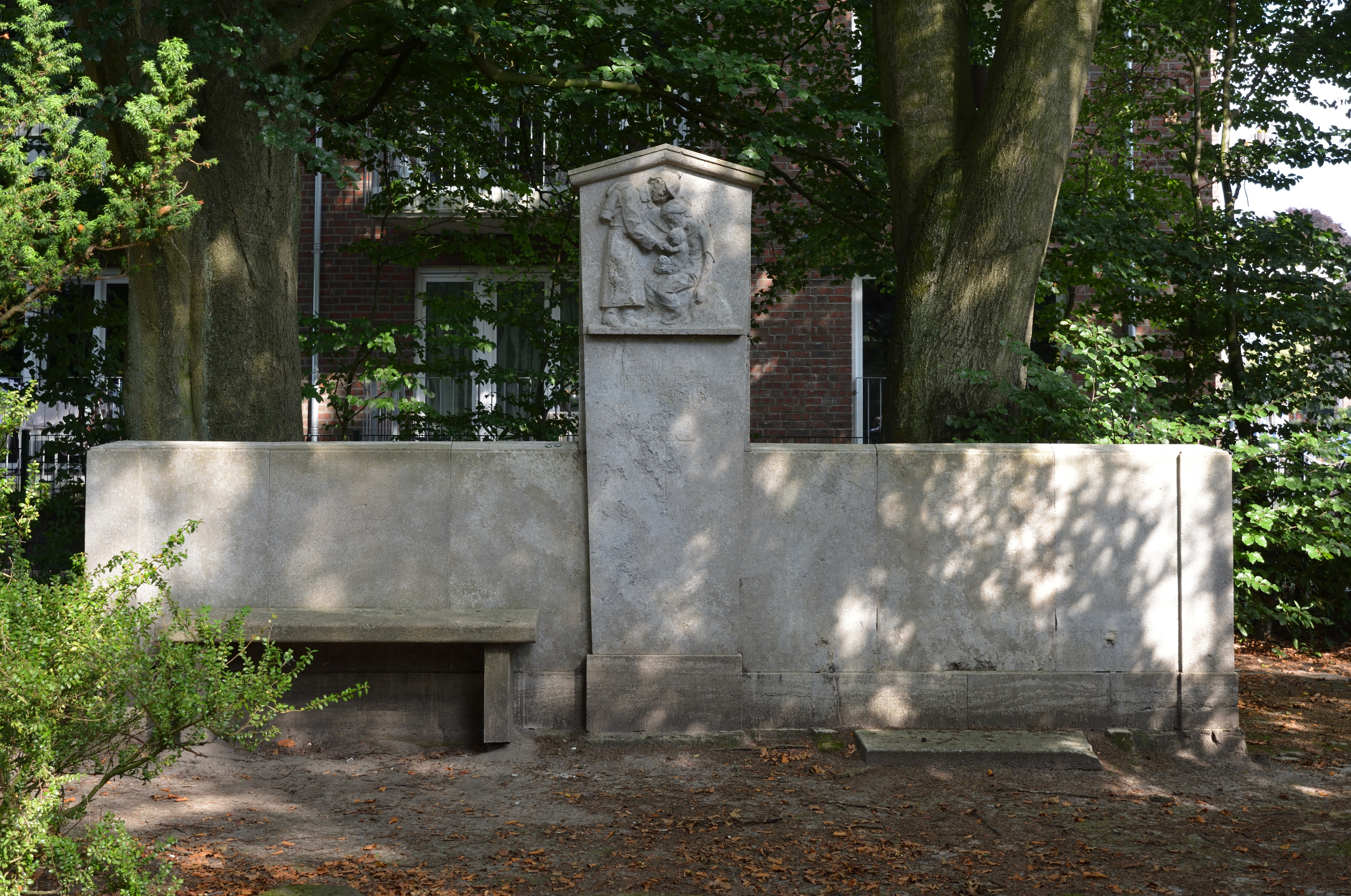
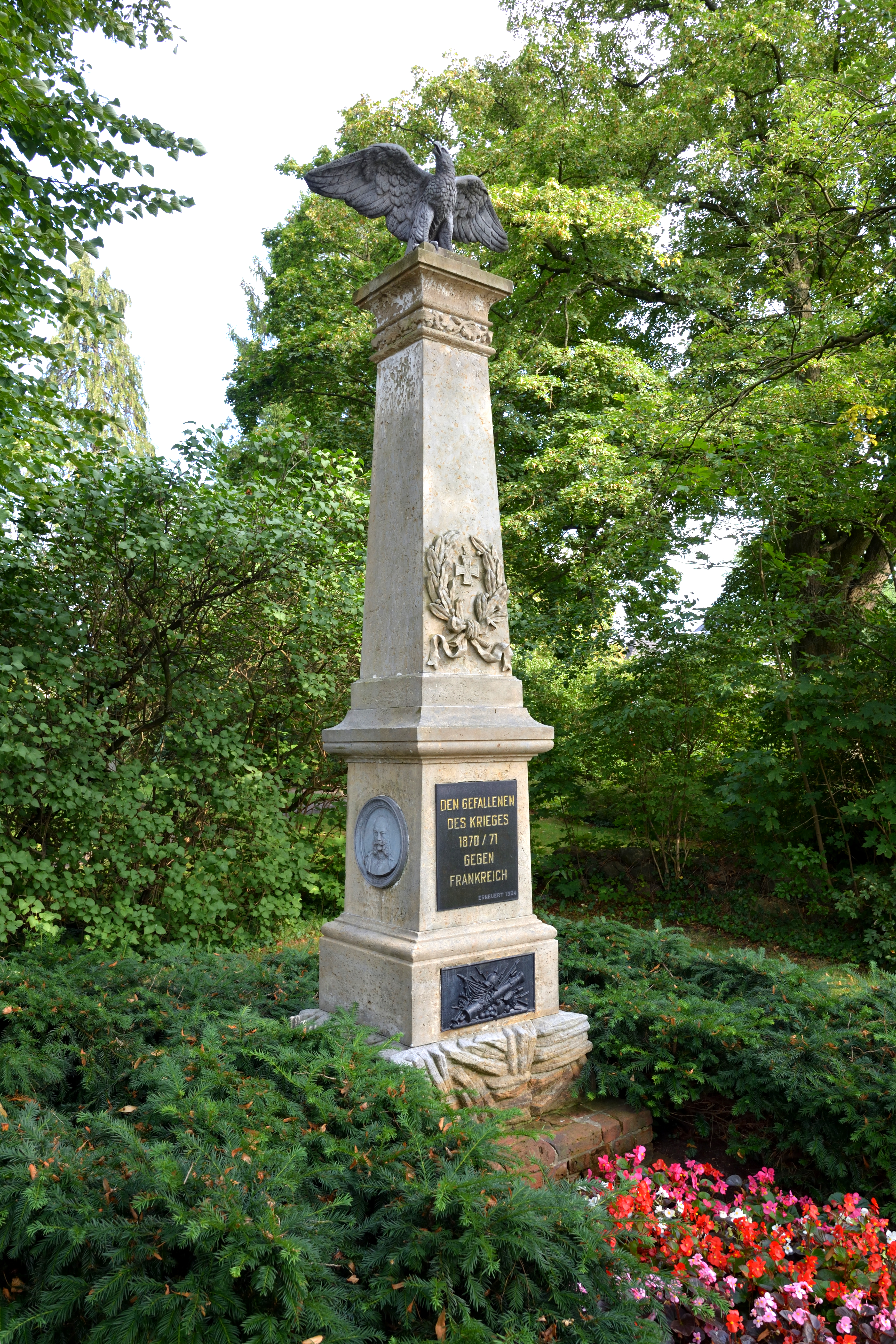

- Weitere Ehrenmale in Quickborn[10]

- (Lage)
- (Lage)

## Rellingen
- Egenbüttel, Am Gedenkstein, Ecke Pinneberger Straße, 53° 39′ 9″ N, 9° 50′ 56,4″ O

Stehendes Steinkreuz. Steintafel mit Namen und Sterbedatum eines Gefallenen des Deutsch-Französischen Krieges. Drei Steintafeln mit Inschriften "1870–1871", "1914–1918", "1939–1945". Weitere Steintafel mit Namen von 16 Gefallenen des Ersten Weltkriegs.
- Säule aus rotem Backstein, darauf Stern und Krone, umgeben von Mauer. Inschrift auf der Säule zur Erinnerung an Gefallene des Ersten Weltkriegs. Auf Tafeln die Namen von 100 Gefallenen des Ersten Weltkriegs. Auf der Mauer die Inschrift zur Erinnerung an Tote des Zweiten Weltkriegs.[K. Offen 3]

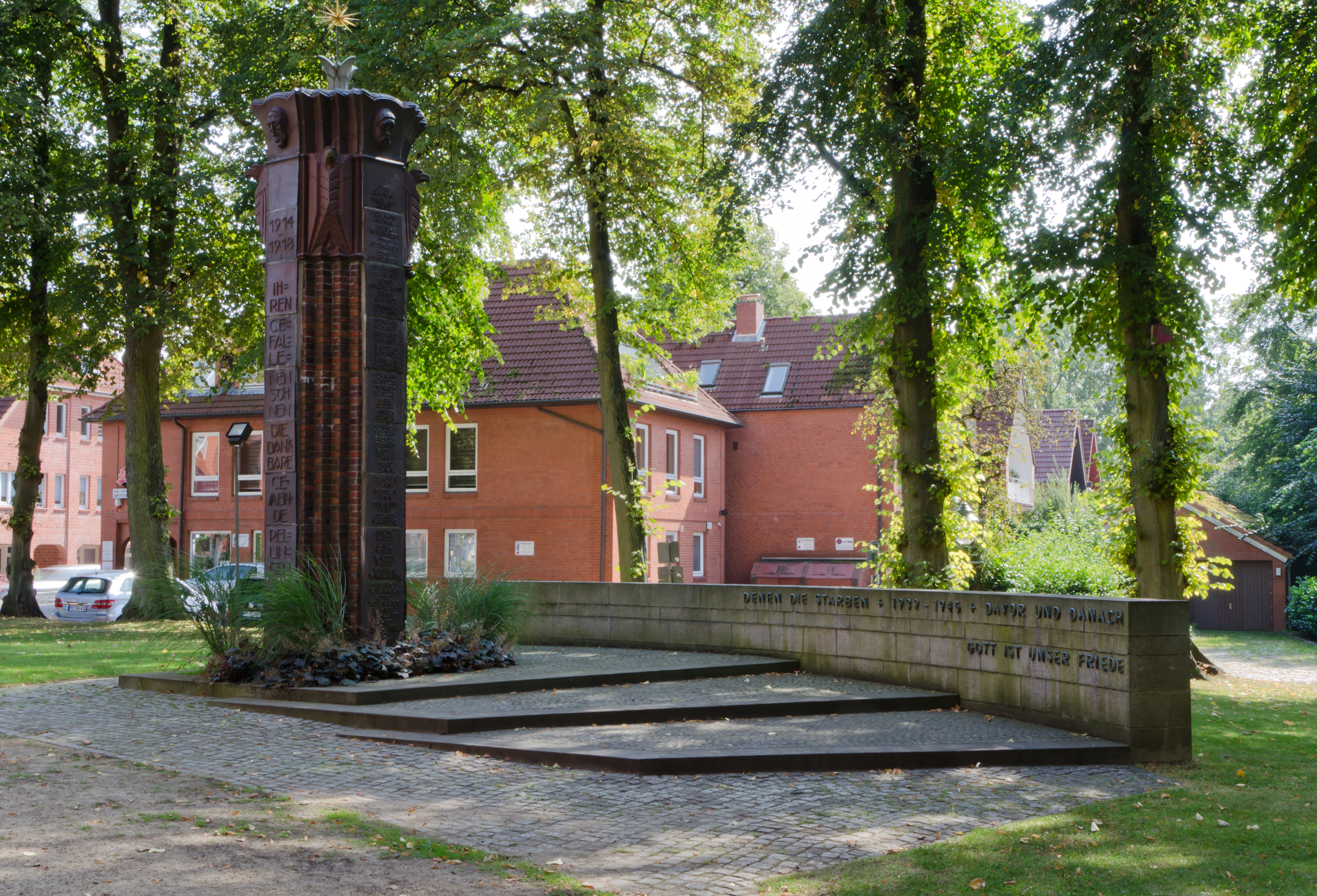

## Schenefeld

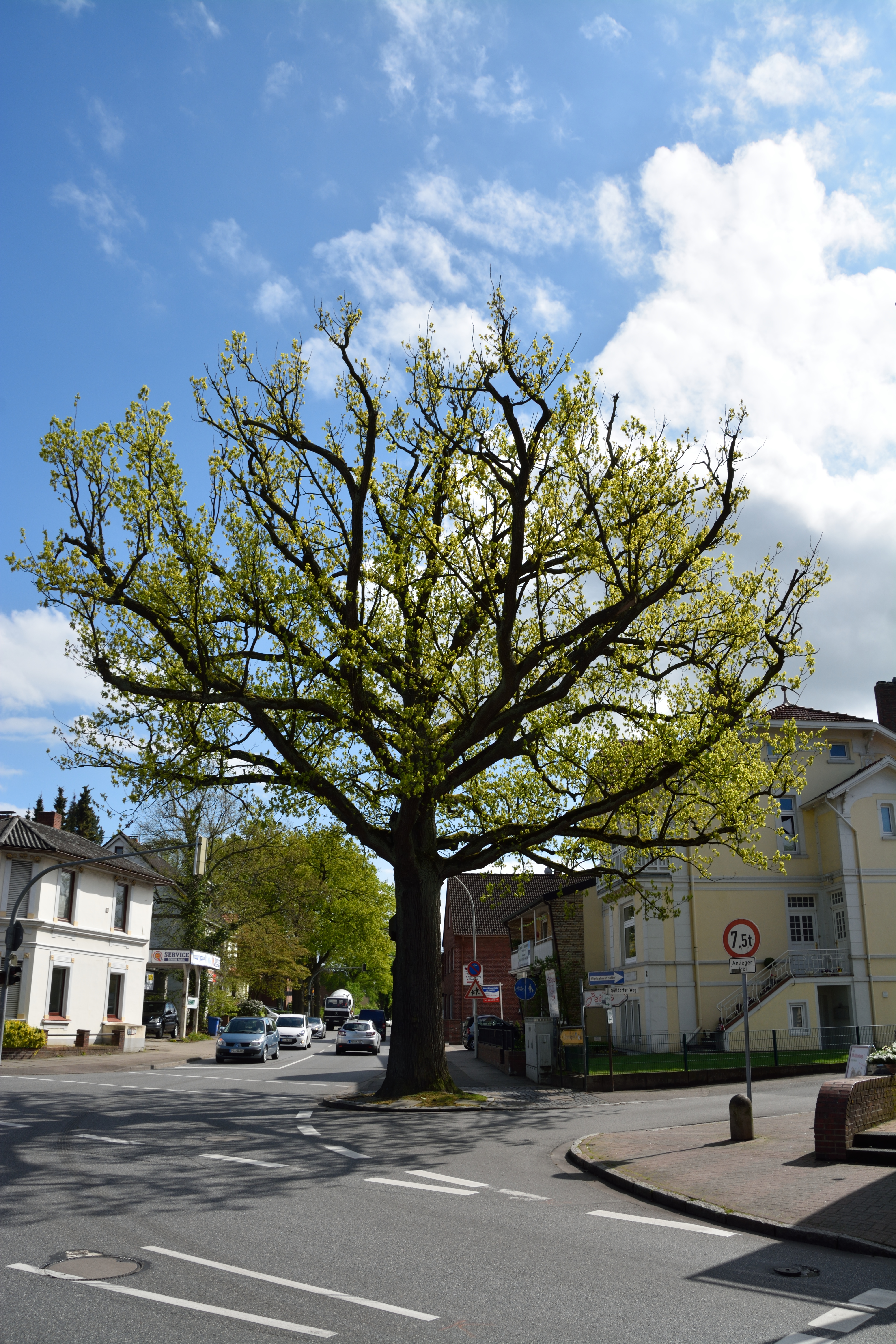

- Ecke Hauptstraße/Nedderstraße

Doppelstämmige Stieleiche, auch Naturdenkmal, mit Gedenkstein an die Schleswig-Holsteinische Erhebung.
Standort

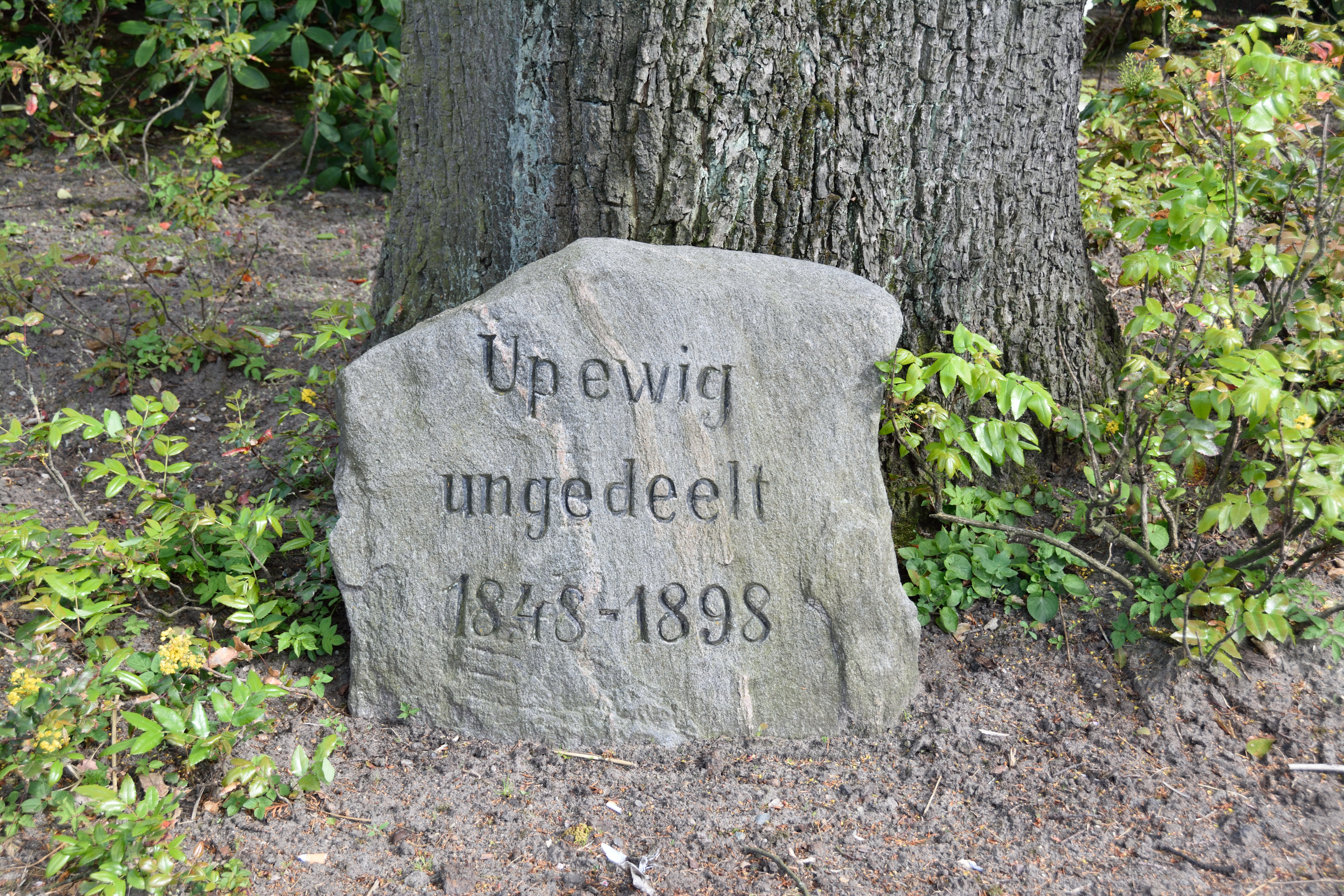

- Ecke Sülldorfer Weg/Blankeneser Chaussee/Hauptstraße, auf einer Verkehrsinsel

Stieleiche, auch Naturdenkmal, „Friedenseiche“ zur Erinnerung an den Deutsch-Französischen Krieg.
Standort
- Hauptstraße

Denkmal für einen Gefallenen des Deutsch-Französischen Krieges.
Grünanlage mit großem Findling zur Erinnerung an den Ersten Weltkrieg, später ergänzt um eingravierte Jahreszahlen des Zweiten Weltkriegs. Darum herum in vier Gruppen kleine Gedenkstein mit Namen von Gefallenen des Ersten Weltkriegs. Aus unterschiedlichen Quellen sind Namen von 169 Toten des Ersten Weltkriegs aus Schenefeld bekannt.
- In der Stephanskirche, 53° 36′ 1,2″ N, 9° 49′ 25,9″ O

Gedenktafel, eingeweiht 1989, mit 117 Namen von Kriegstoten des Zweiten Weltkrieges.

## Seester
- Dorfstraße, Friedhof 53° 43′ 5,3″ N, 9° 35′ 49,1″ O

Obelisk, auf drei Seiten die Namen, Geburtstage und Sterbe- bzw. Verlusttage und -orte von 66 Gefallenen, Gestorbenen bzw. Vermissten des Ersten Weltkriegs. In einer Halle auf 10 Wandtafeln die Namen der 156 Kriegstoten des Zweiten Weltkriegs.

## Seeth-Ekholt
- Schulstraße, Ecke Lerchenweg, am Dorfplatz vor der Alten Schule, 53° 44′ 29,3″ N, 9° 43′ 46,1″ O

Granitstein mit schwarzer Platte, über weißem Podest. Namen, Geburts- und Sterbejahr sowie Alter von 21 Gefallenen des Ersten Weltkriegs und 28 Gefallenen des Zweiten Weltkriegs.

## Tangstedt

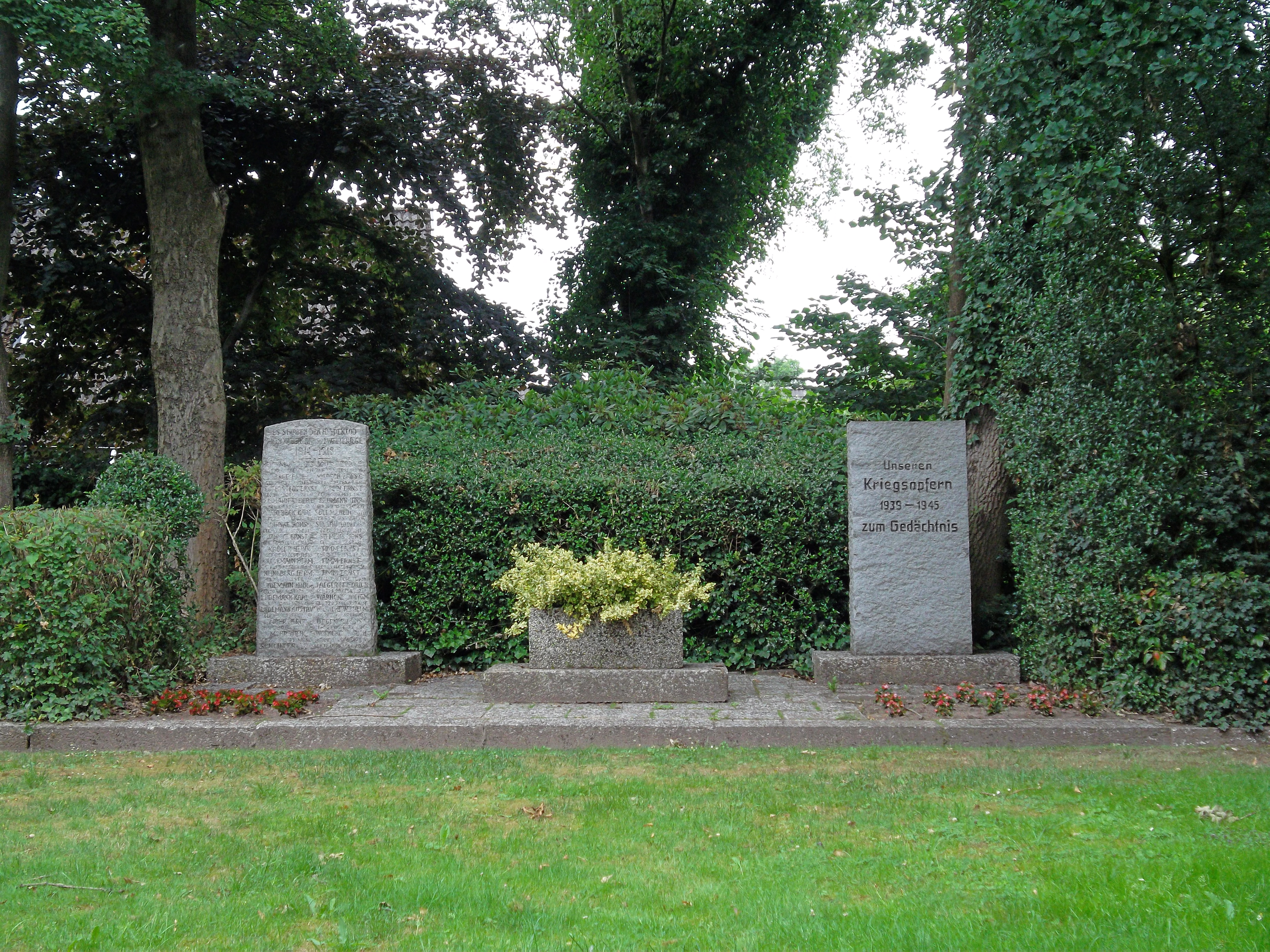
Weitere Bilder

- Dorfstrasse, Ecke Eiser

Denkmal mit zwei aufrechten Felsquadern. Linker Stein mit Inschrift:
„Es starben den Heldentod fürs Vaterland im Weltkriege 1914-1918“
gefolgt von Namen, Geburts- und Sterbedaten von Gefallenen. Rechter Stein mit Inschrift:
„Unseren Kriegsopfern 1939-1945 zum Gedächtnis“
Standort

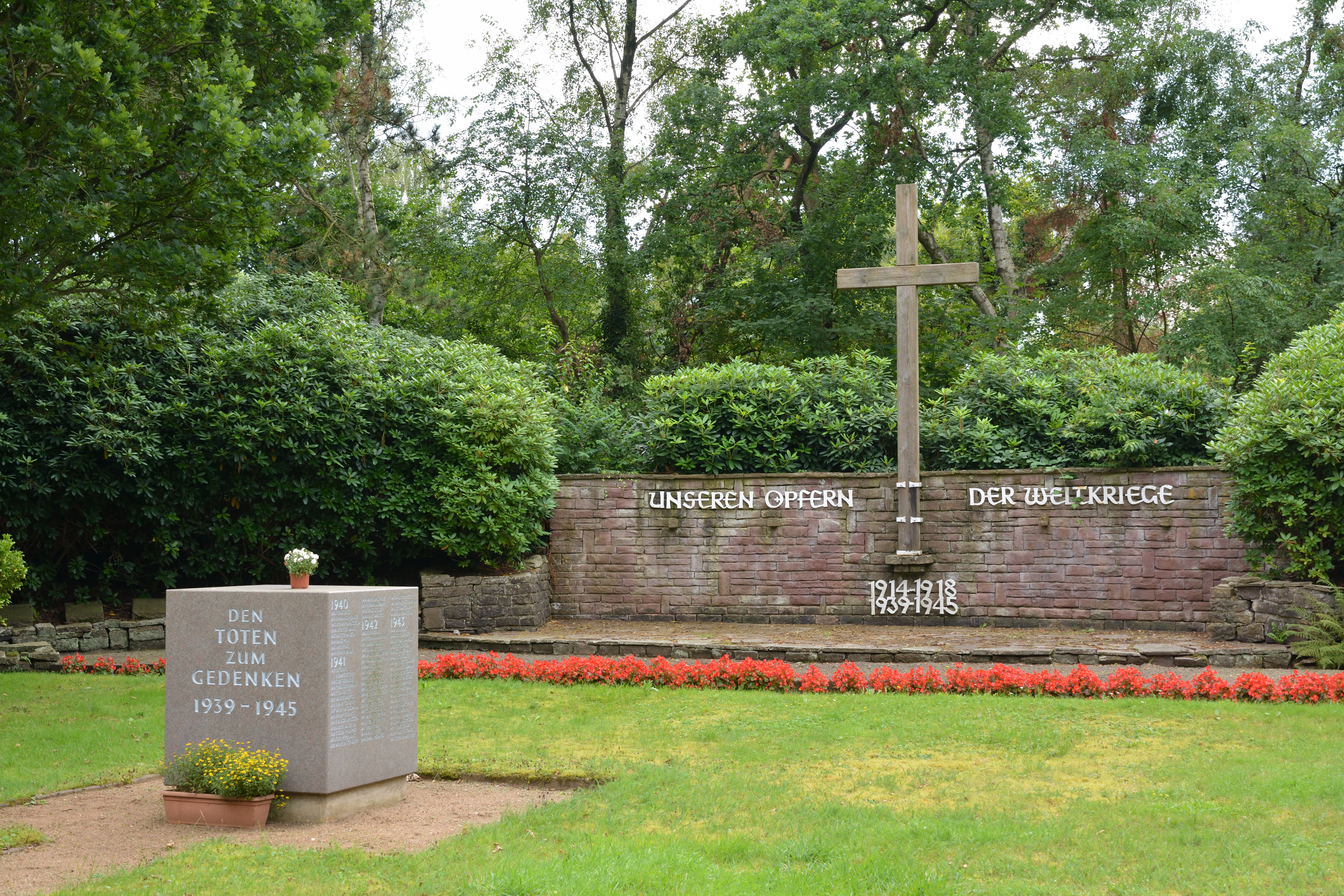
Weitere Bilder

## Tornesch

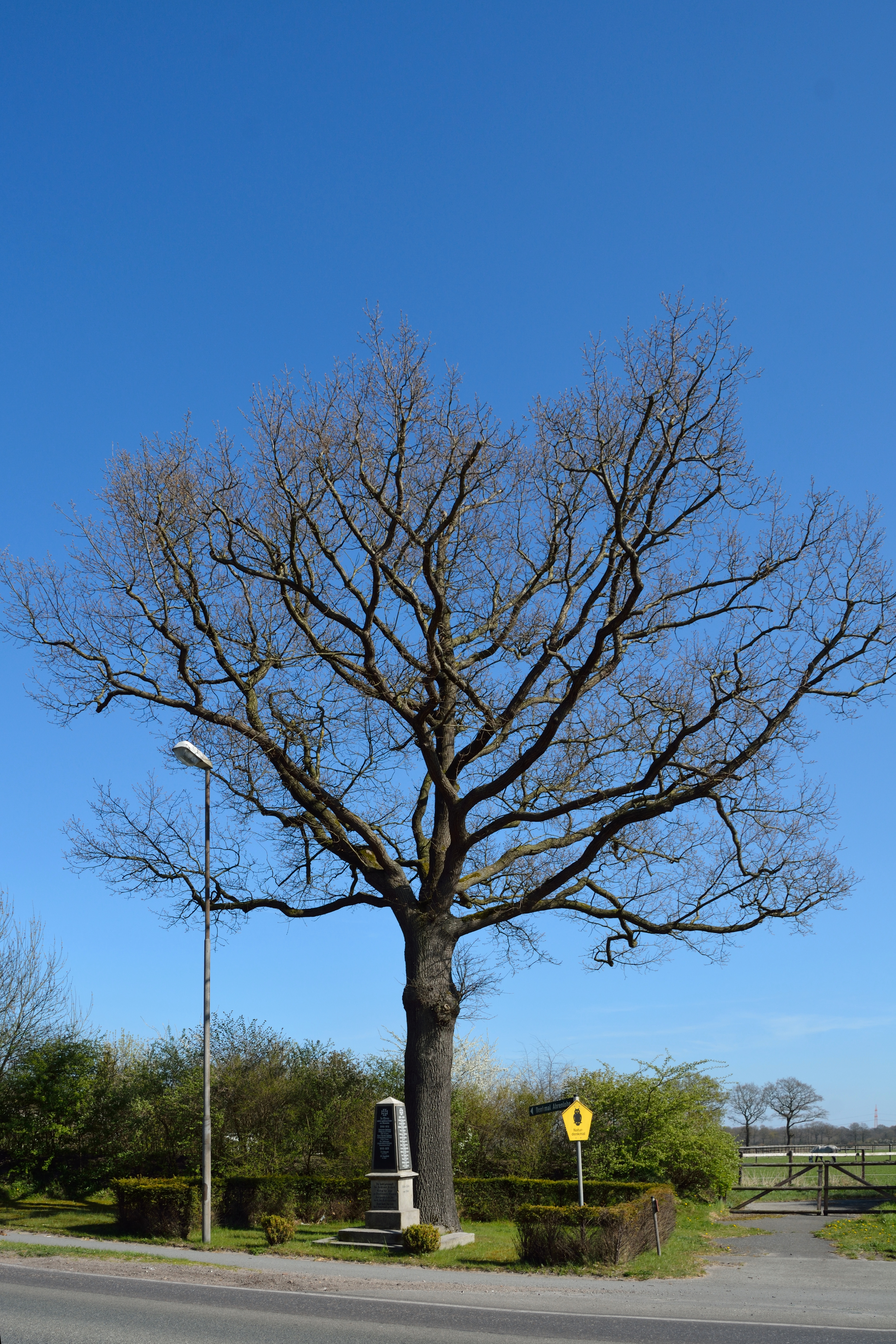

- Ahrenlohe

Vor Friedenseiche ein Obelisk aus hellem Stein mit dunklen Tafeln. Namen, Sterbedaten und Einheiten von drei Gefallenen der Schleswig-Holsteinischen Erhebung. Namen und Sterbedaten von 2 Gefallenen des Deutsch-Französischen Krieges und 28 Namen und Sterbedaten von Gefallenen des Ersten Weltkrieges.
Standort
- Esingen

Vor Friedenseiche ein Obelisk zur Erinnerung an den Deutsch-Französischen Krieg, mit Namen, Sterbedaten und Einheiten von 4 Gefallenen.
- Friedhof

Rondellförmige Anlage vor Steinmauer und großem Holzkreuz. Halbkreisförmig angeordnet Einzelsteine jeweils mit eisernem Kreuz, Name, Geburtstag, Sterbetag und -Ort von 89 Gefallenen des Ersten Weltkrieges.
Standort
- Weitere Bilder

- Friedhof

Granitstein auf Friedhof mit Namen, Geburtstagen und -Orten von neun im Jahr 1945 gestorbenen Bombenopfern.

## Uetersen

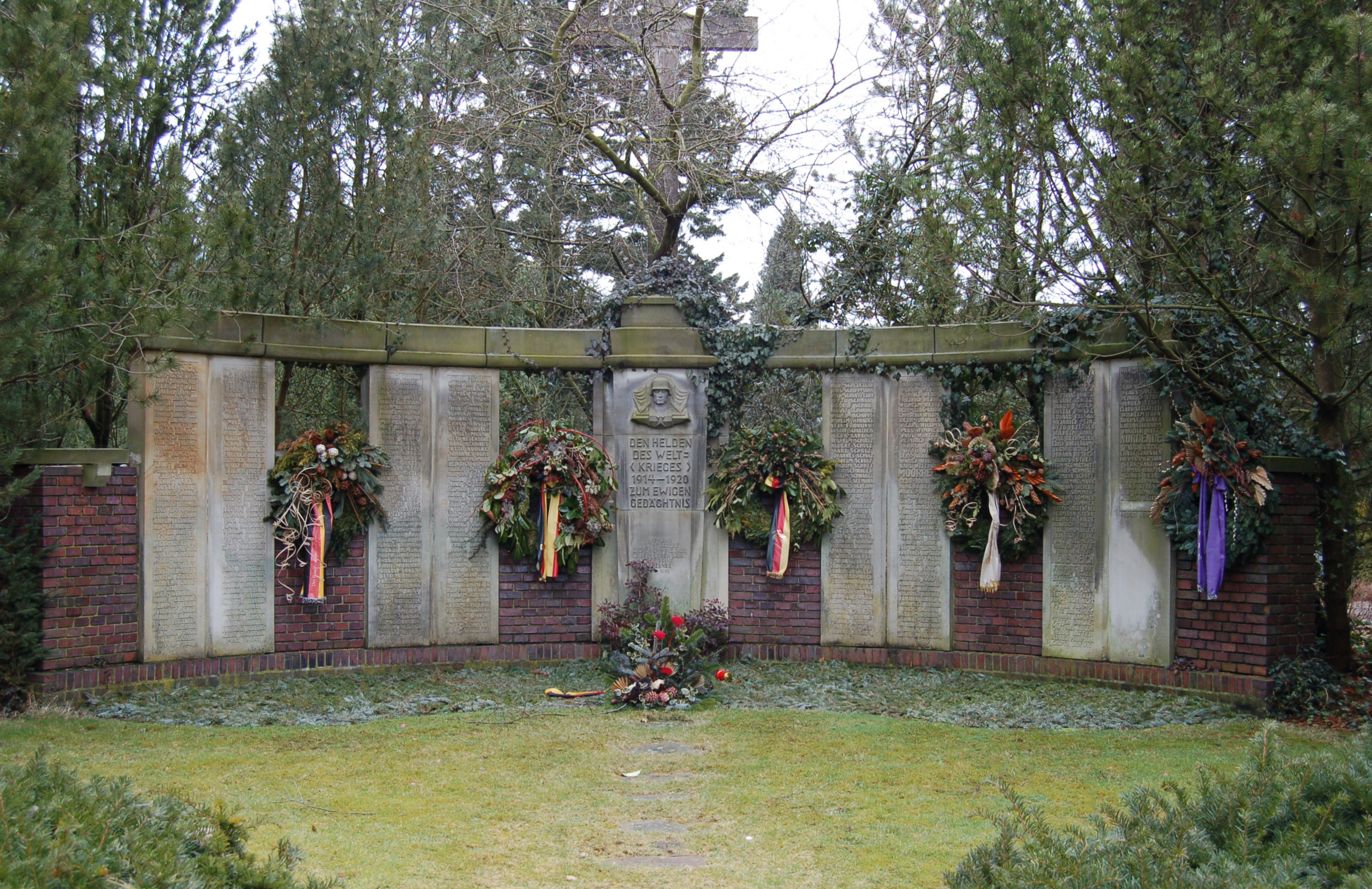

- Denkmalstraße, Ecke Großer Sand

Vor Doppeleiche ein Obelisk, mit Strophe eines Gedichtes von Theodor Körner sowie Namen und Einheiten von 11 Gefallenen des Deutsch-Französischen Krieges.
Standort
- Friedhof von 1835 bis 1965, seit 1999 Cäcilie-Bleeker-Park

Obelisk zur Erinnerung an den Deutsch-Französischen Krieg mit Namen eines Teilnehmers. Bis 2015 lagen zahlreiche historische Grabstein in Gruppen am Rand des Weges, darauf auch Namen, Geburtstage, Sterbetage und -orte von 7 Gefallenen und 2 Vermissten des Zweiten Weltkrieges. Im Jahr 2015 Entfernung und Zerstörung der Grabsteine durch das städtische Bauamt.
Standort
- Neuer Friedhof

Zentrales Ehrenmal von 1921 mit hohem Kreuz und 5 miteinander verbundenen Betonstelen. Auf 8 aufrechten Steintafeln 326 Namen von Gefallenen des Ersten Weltkrieges aus Uetersen, Moorrege, Neuendeich und Nordende. Zusätzliche Gedenkplatte zur Erinnerung an Opfer des Zweiten Weltkrieges.
Standort
- Friedhof

Im Bereich E mehr als hundert Kriegsgräber des Zweiten Weltkriegs von Soldaten, Flüchtlingen, Kriegsgefangenen und Ostarbeitern.
- Friedhof

Gedenkstein "den Opfern des Nationalsozialismus" mit den Namen von drei in Haft verstorbenen Uetersenern.
- Hof des Ludwig-Meyn-Gymnasium

Stein zum Gedenken an Gefallene des Ersten und Zweiten Weltkrieges.

## Wedel
- Alter Friedhof (Bürgerpark) / Rudolf-Höckner-Straße.

Quadratischer Obelisk zur Erinnerung an den Deutsch-Französischen Krieg, mit Dienstgraden, Namen und Einheiten von 6 Gefallenen.
- Friedhof

Gedenkstein mit den Namen von 15 im Jahr 1944 im Außenlager Wedel des Konzentrationslager Neuengamme Ermordeten.